# Llista de peixos de Còrsega

Localització de Còrsega a l'Estat francès

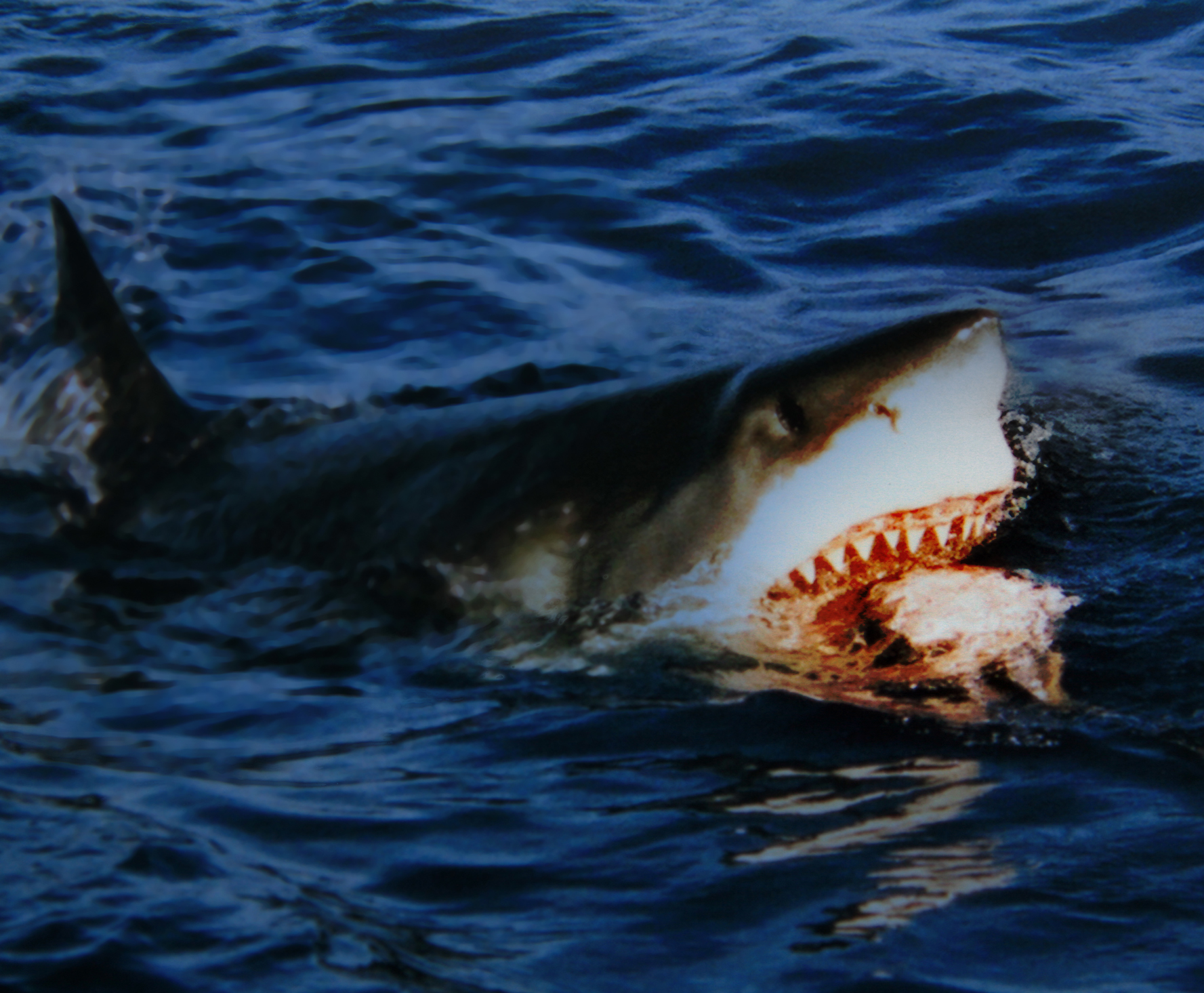
Tauró blanc (Carcharodon carcharias)

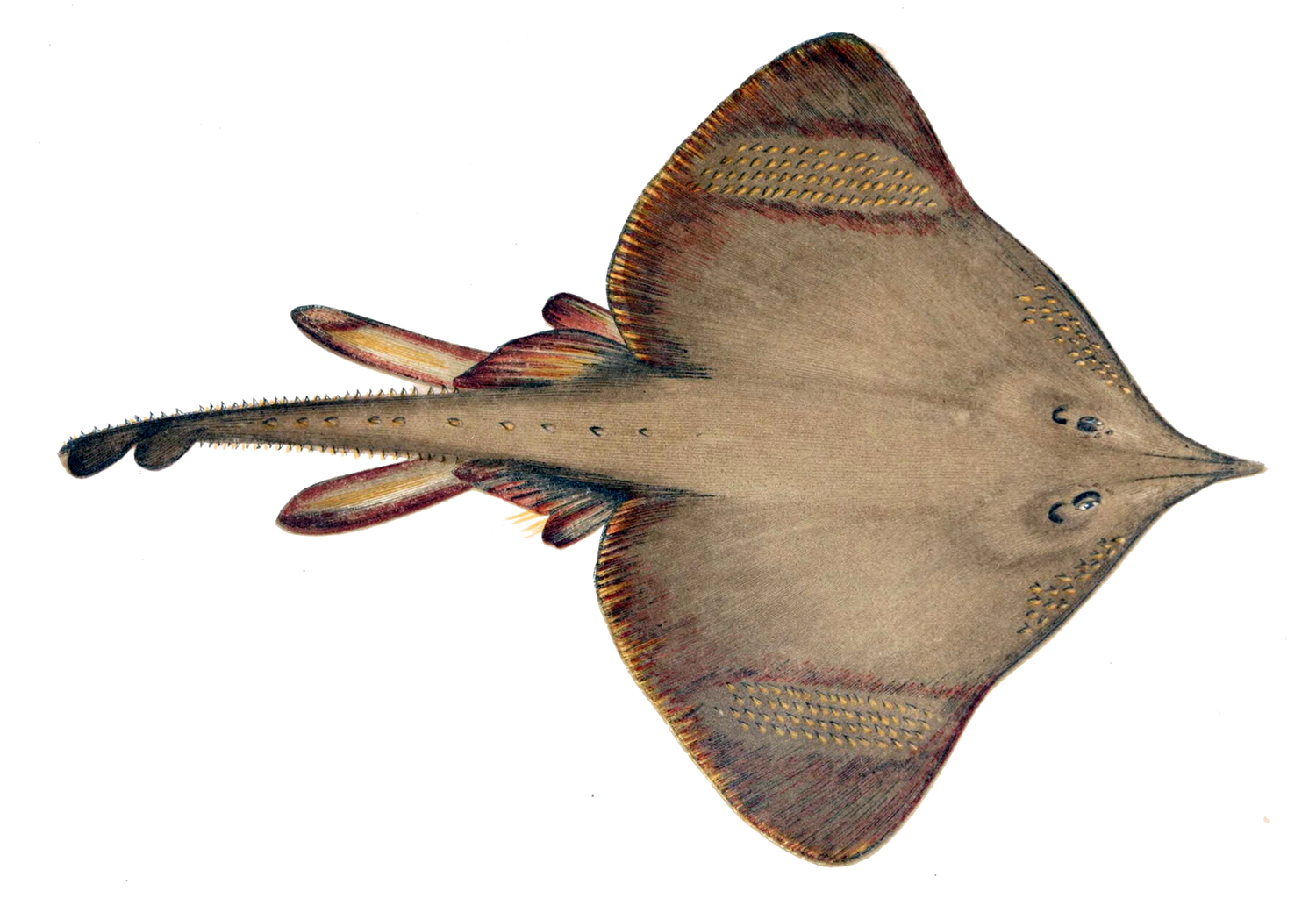
Caputxó (Dipturus oxyrinchus)

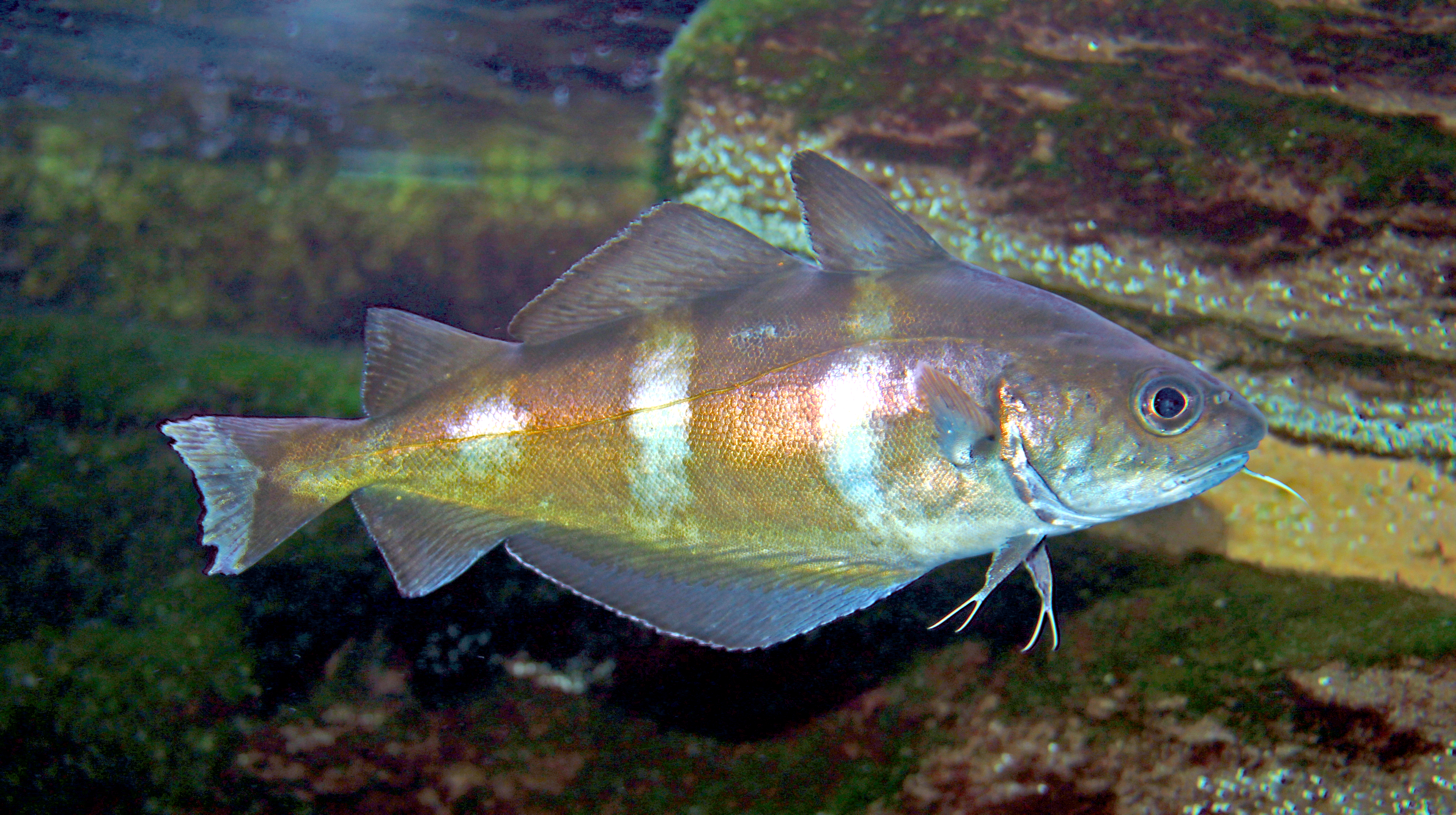
Mòllera fosca (Trisopterus luscus)

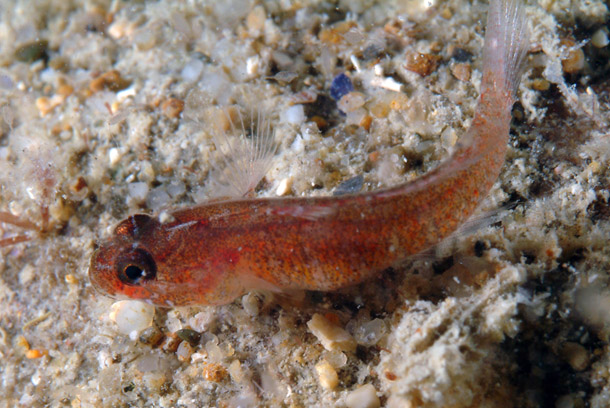
Odondebuenia balearica

Círvia (Seriola dumerili)

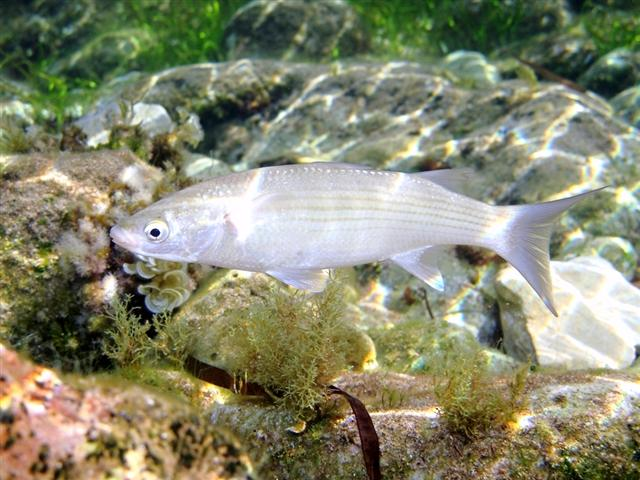
Llissa vera (Chelon labrosus)

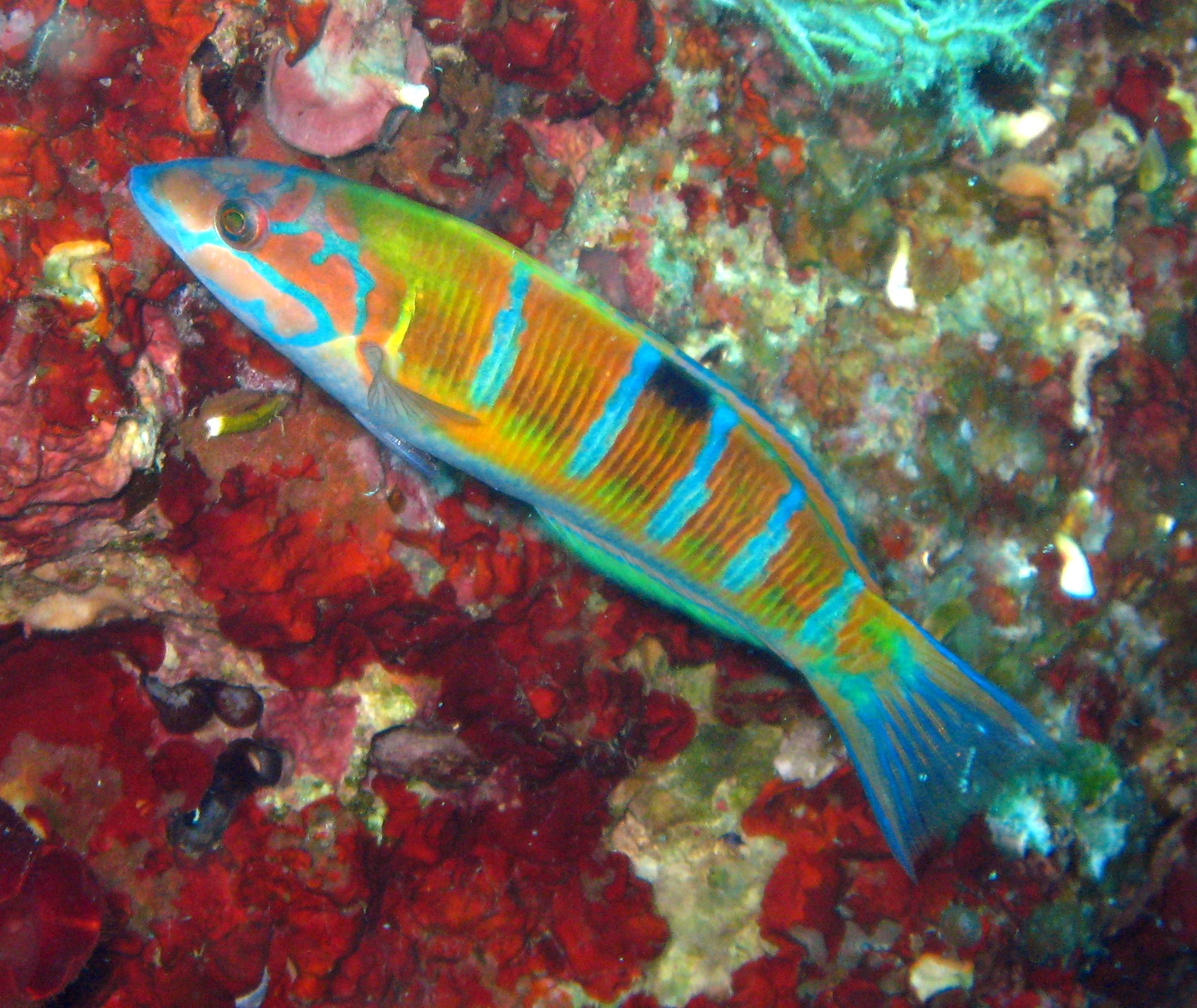
Fadrí (Thalassoma pavo)

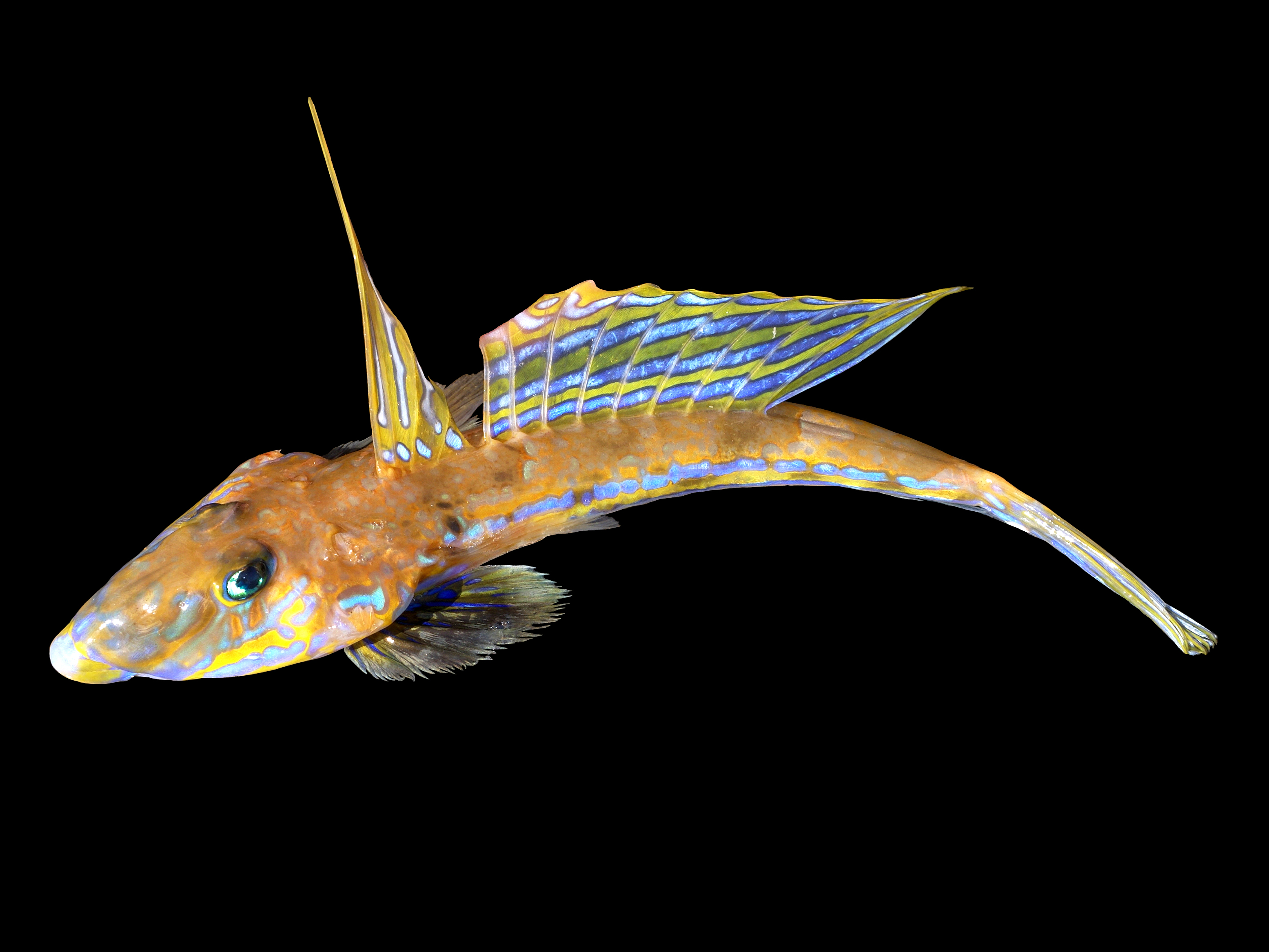
Dragó lira (Callionymus lyra)

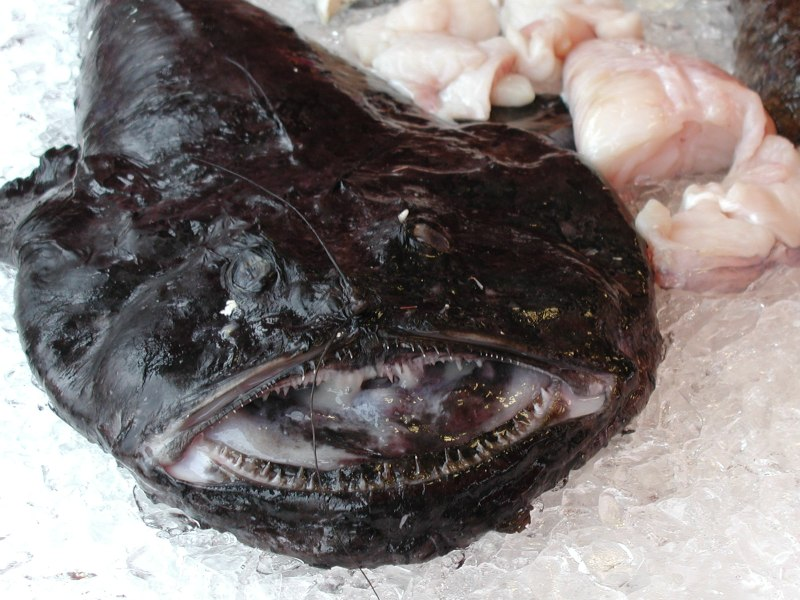
Rap (Lophius piscatorius)

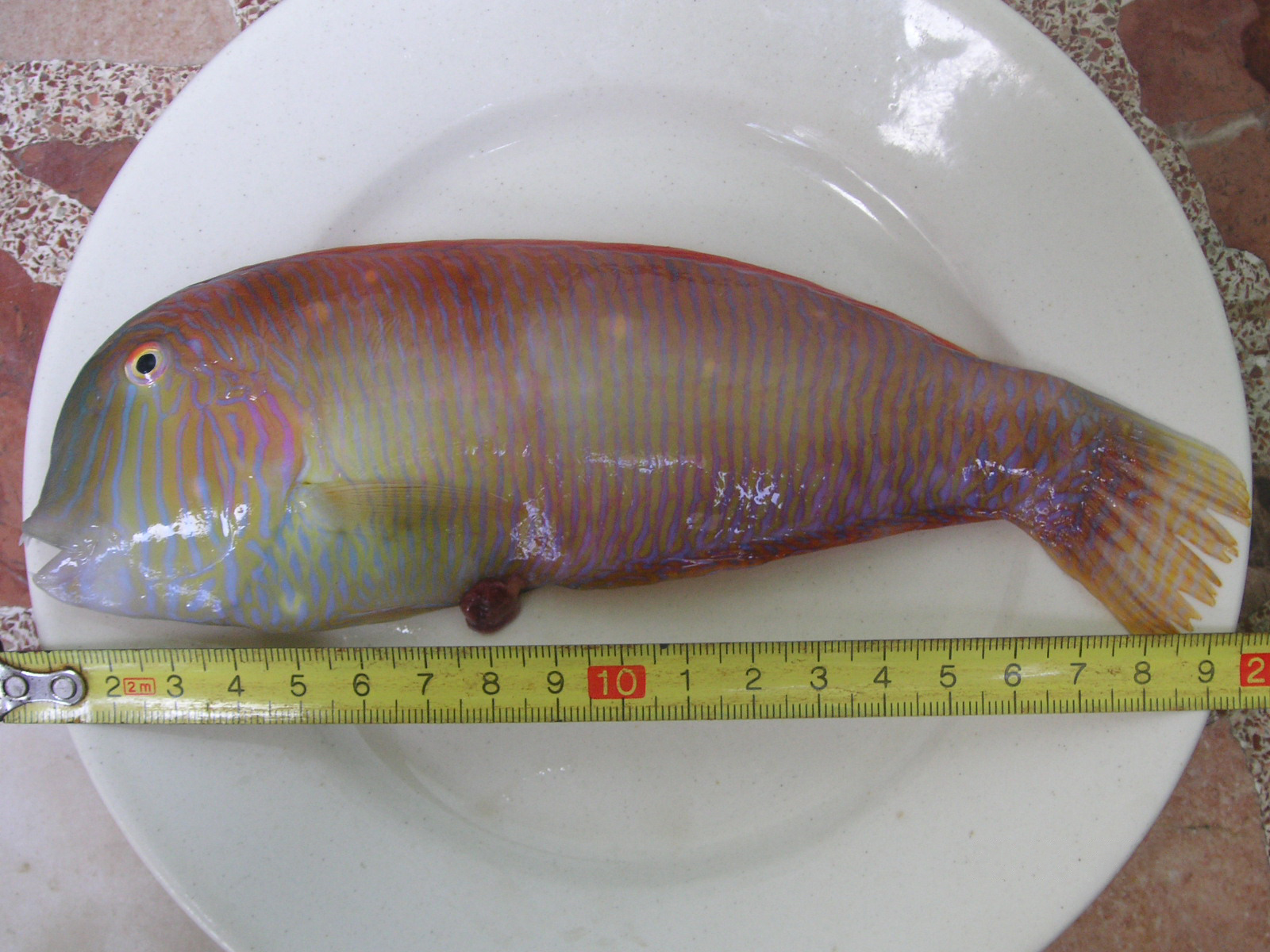
Raor (Xyrichtys novacula)

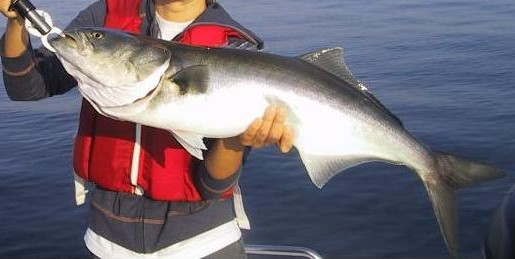
Tallahams (Pomatomus saltatrix)

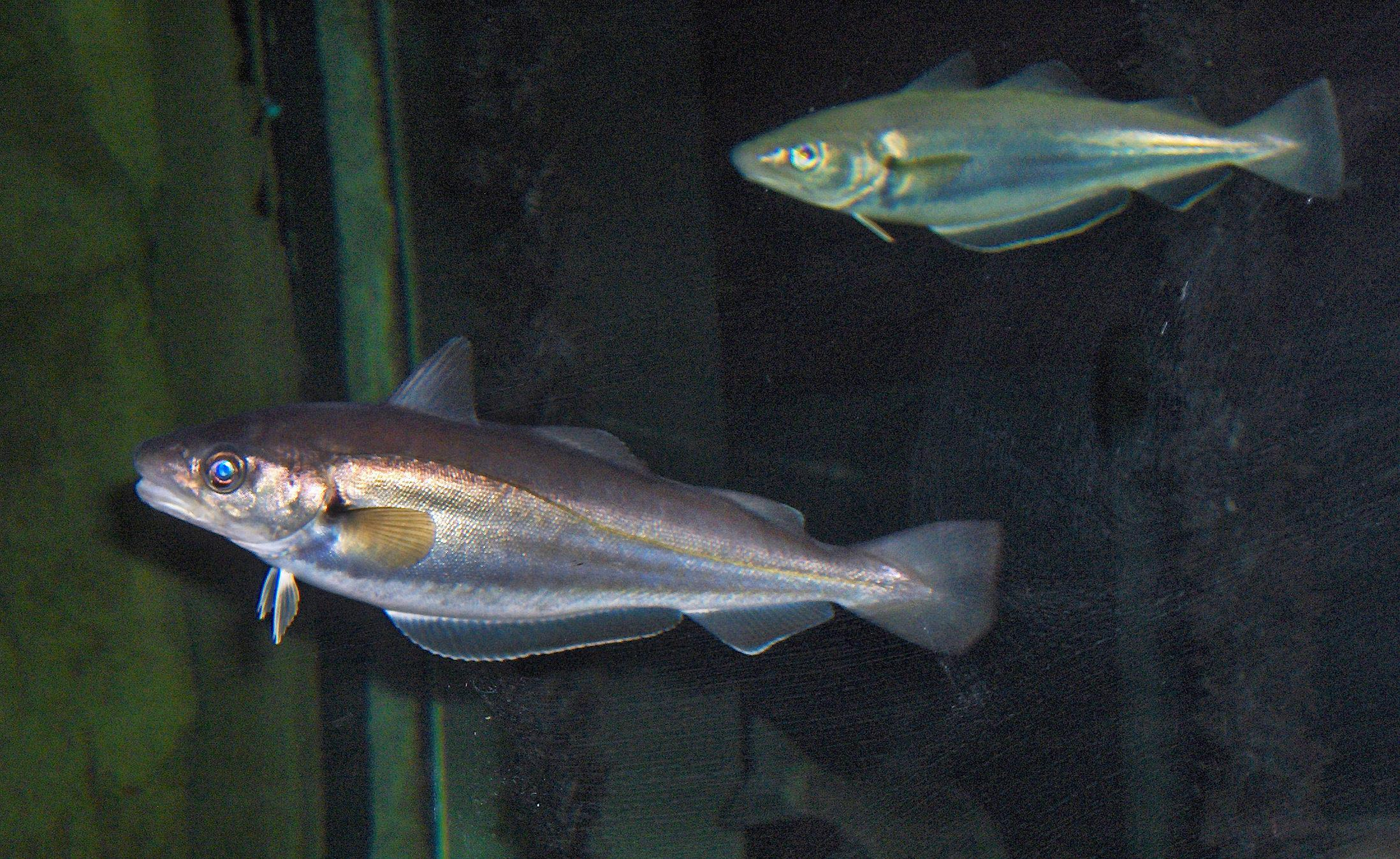
Merlà (Merlangius merlangus)

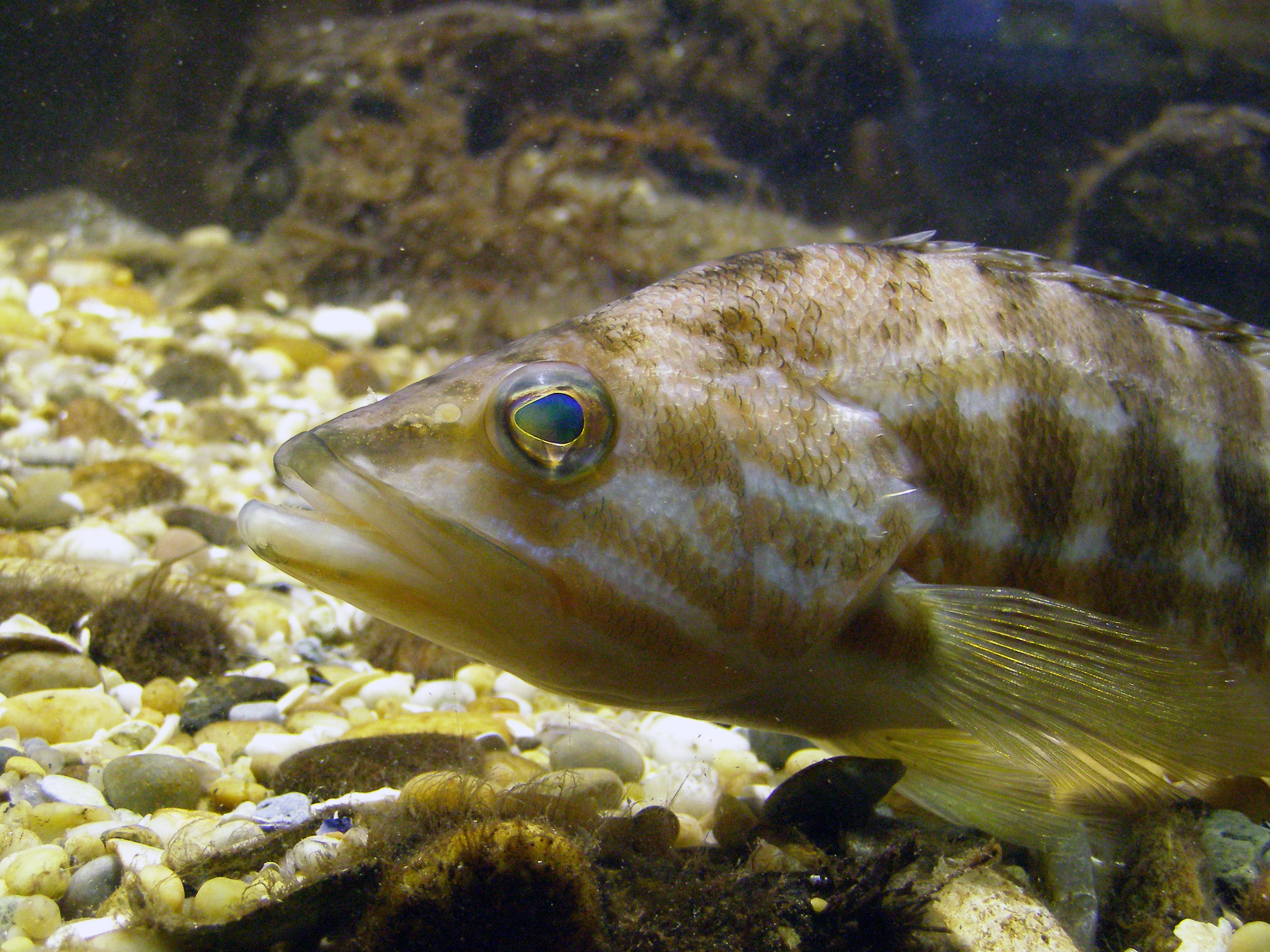
Serranet (Serranus cabrilla)

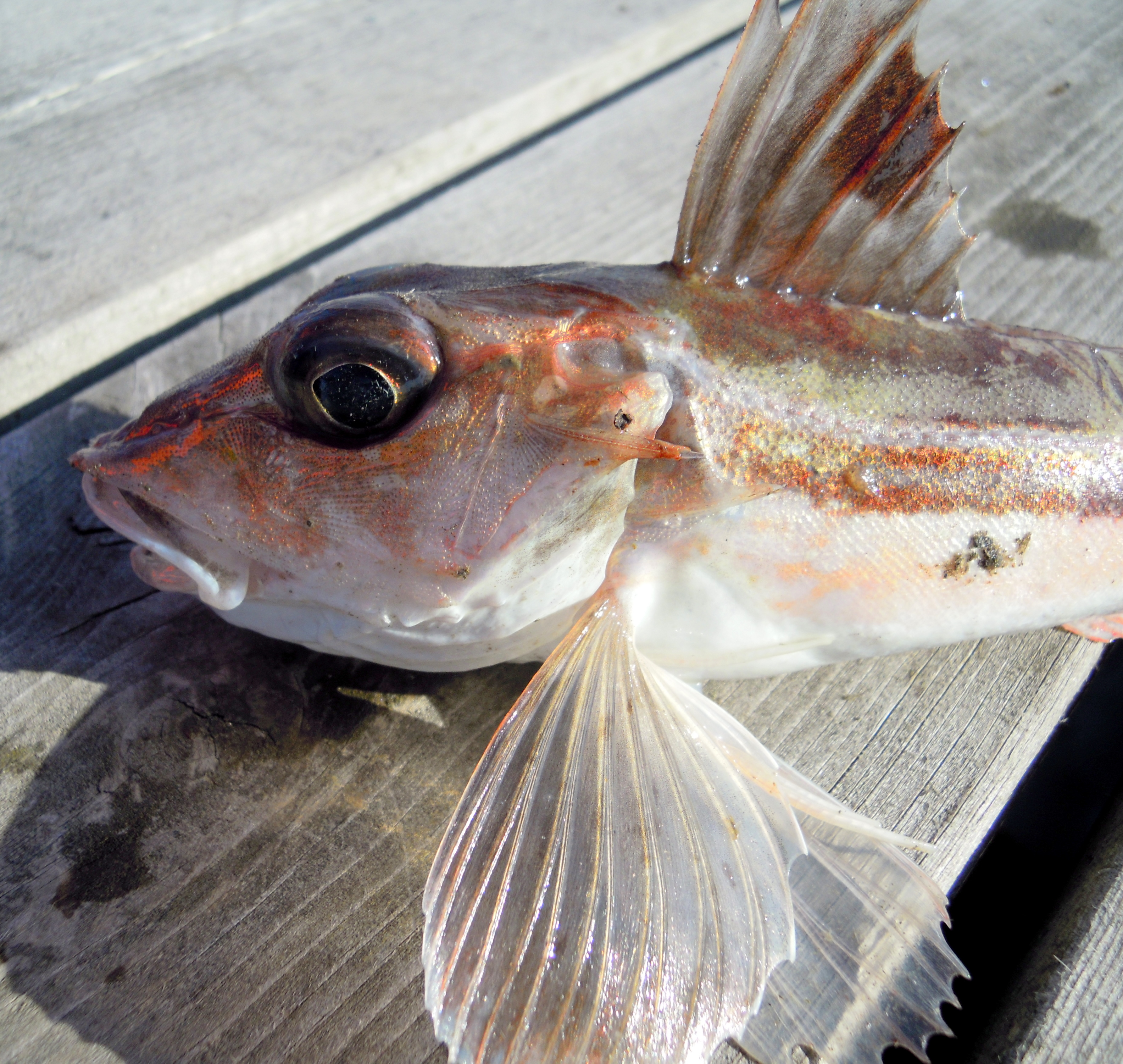
Lluerna verda (Eutrigla gurnardus)

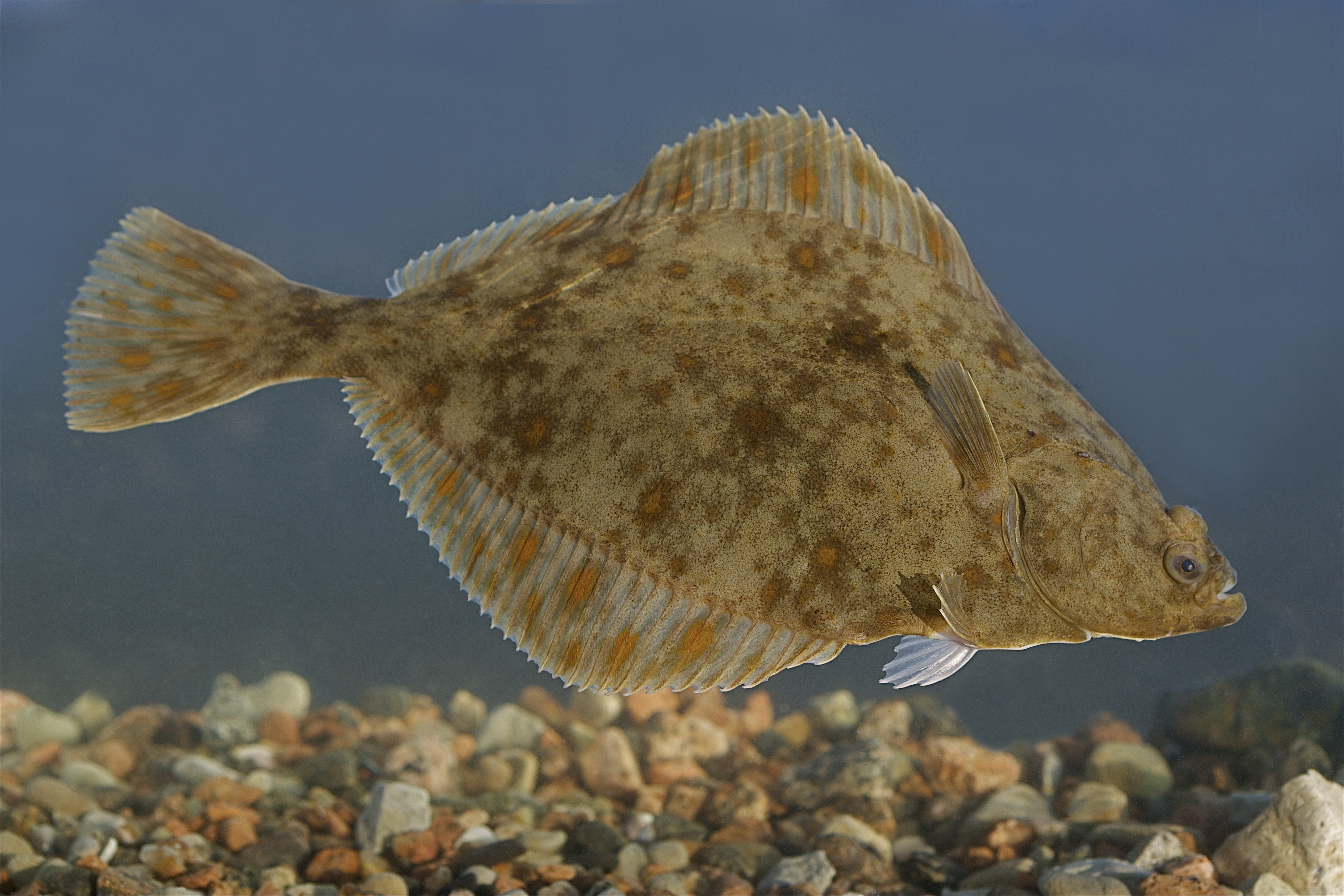
Rèmol de riu (Platichthys flesus)

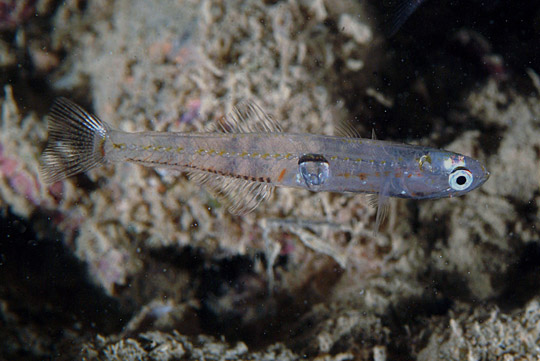
Xanguet (Aphia minuta)

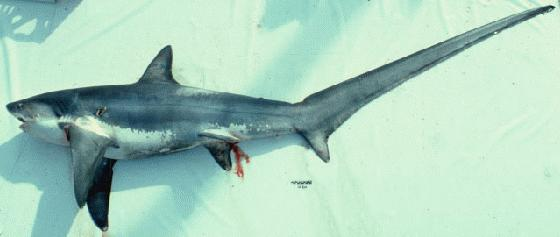
Peix guilla (Alopias vulpinus)

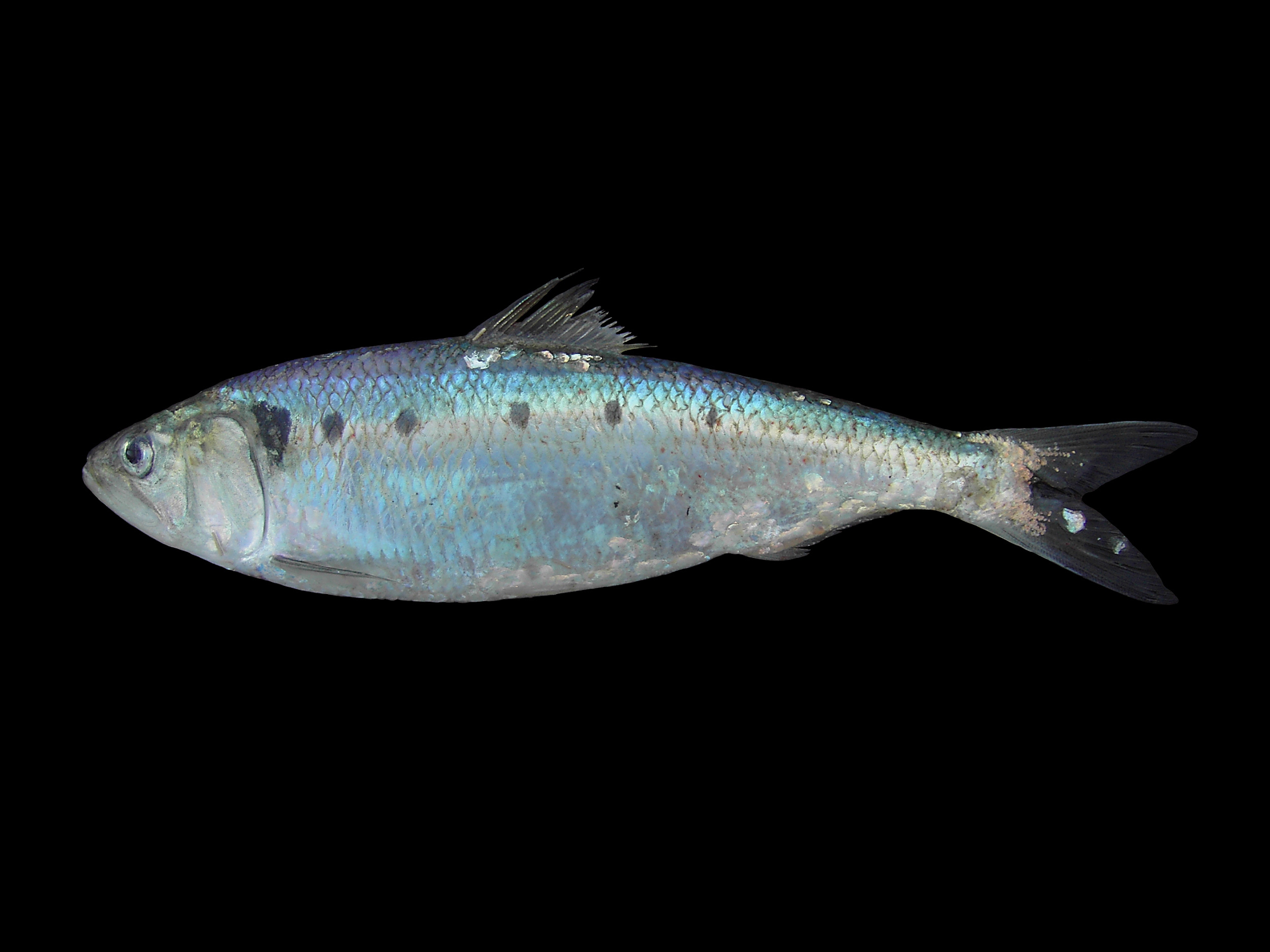
Alosa fallax

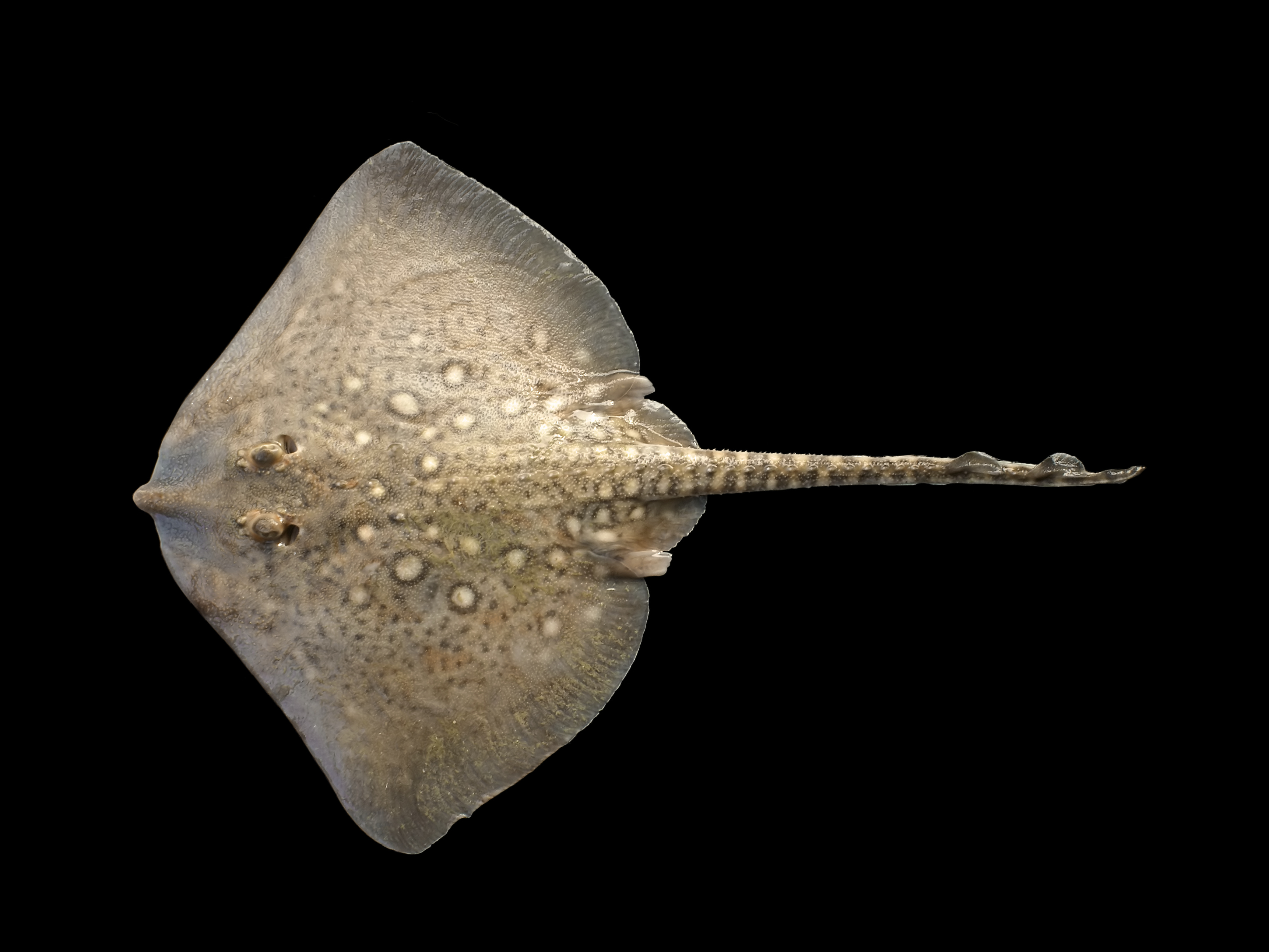
Clavellada (Raja clavata)

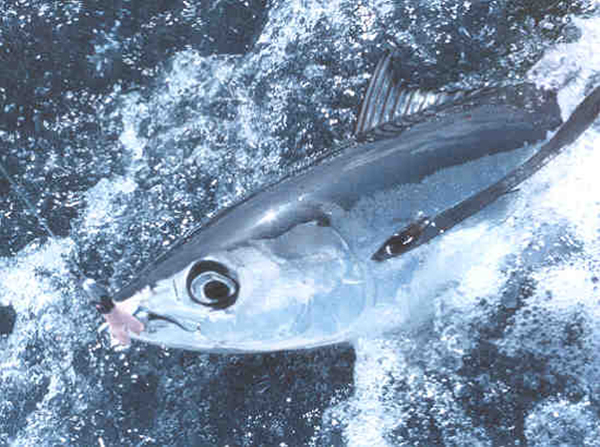
Tonyina blanca (Thunnus alalunga)

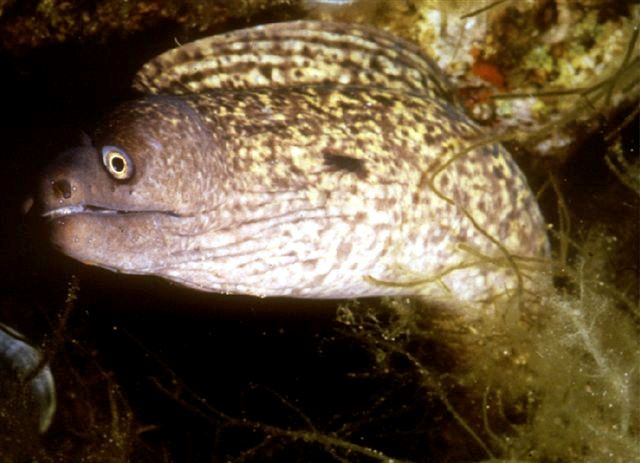
Morena (Muraena helena)

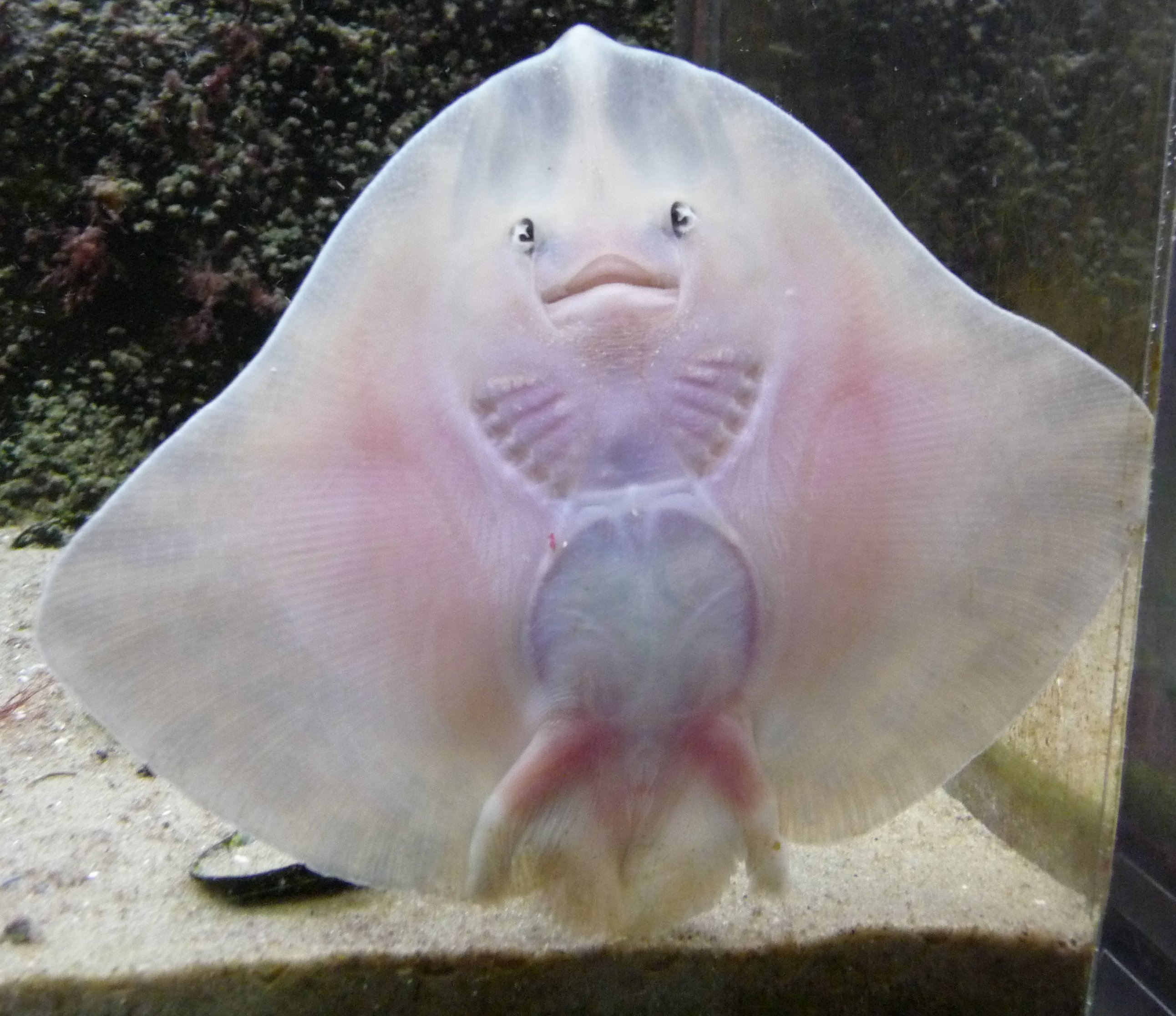
Amblyraja radiata

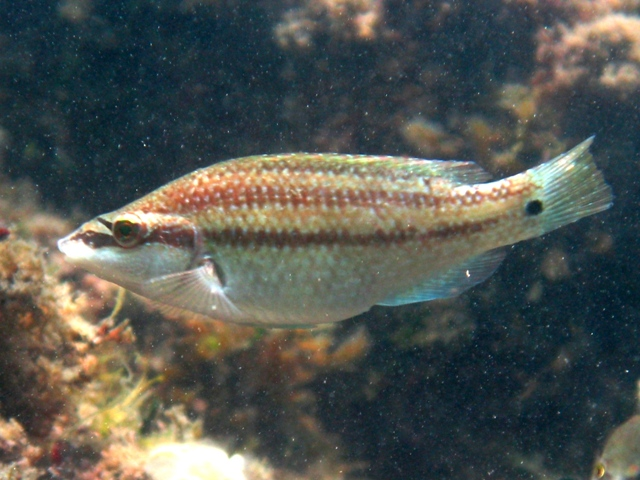
Llavió (Symphodus tinca)

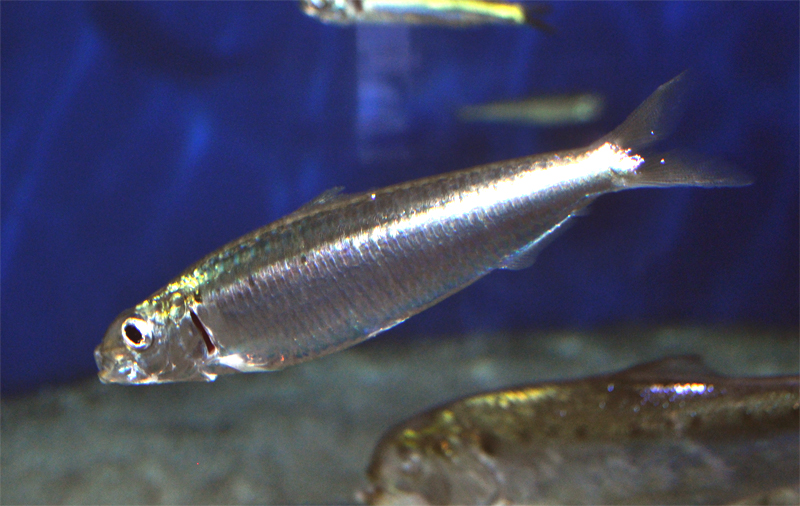
Sardina (Sardina pilchardus)

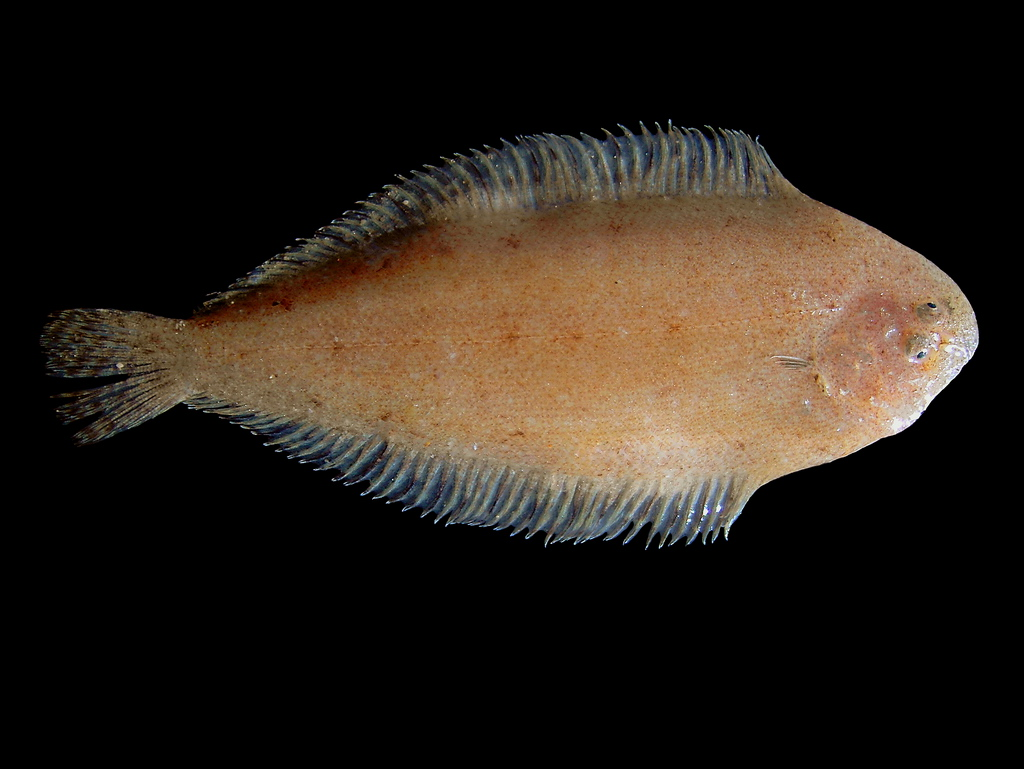
Palaí xic (Buglossidium luteum)

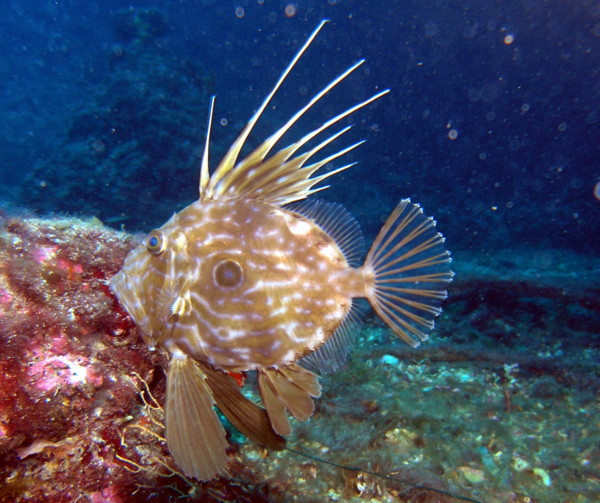
Gall de Sant Pere (Zeus faber)

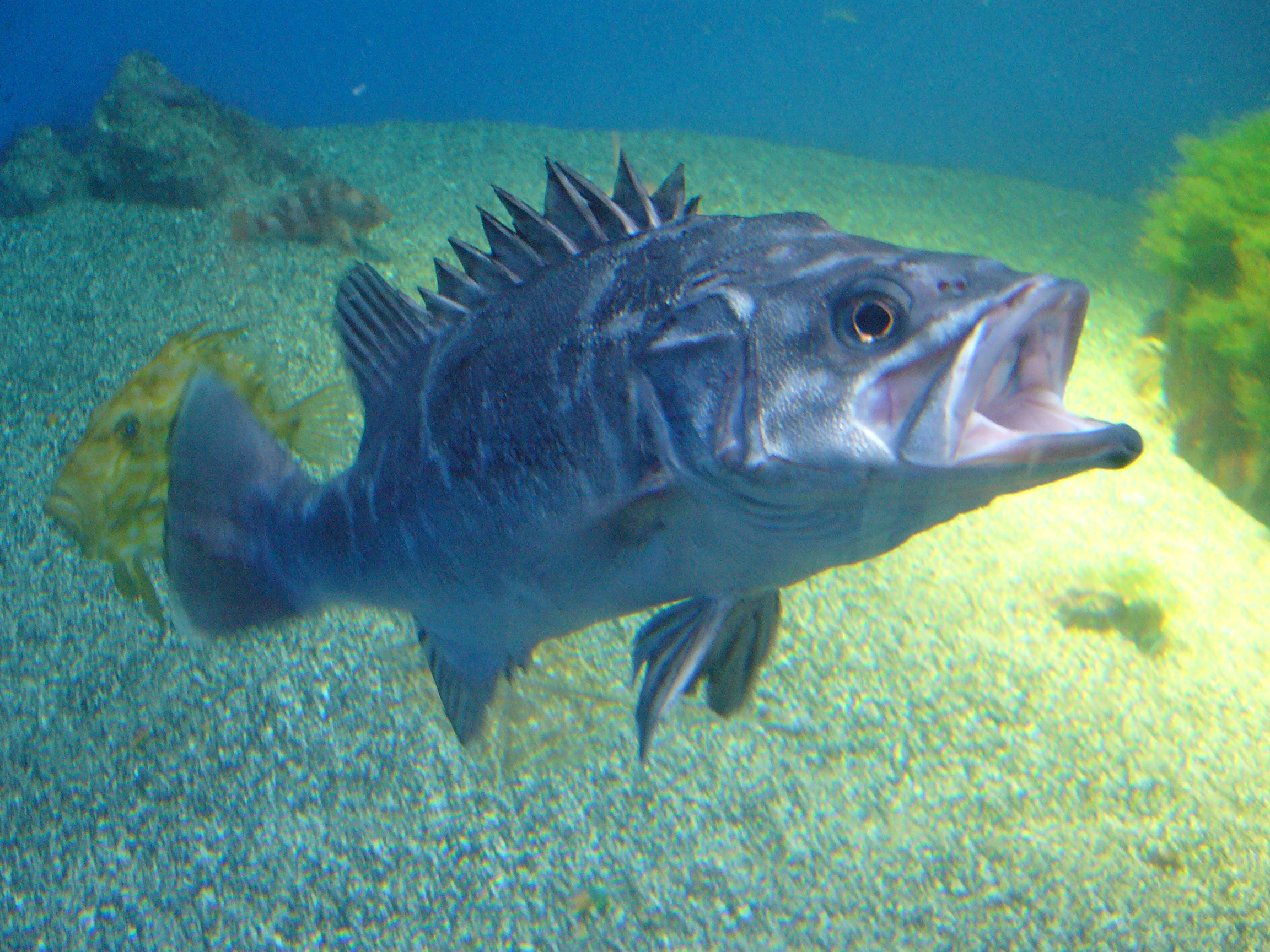
Dot (Polyprion americanus)

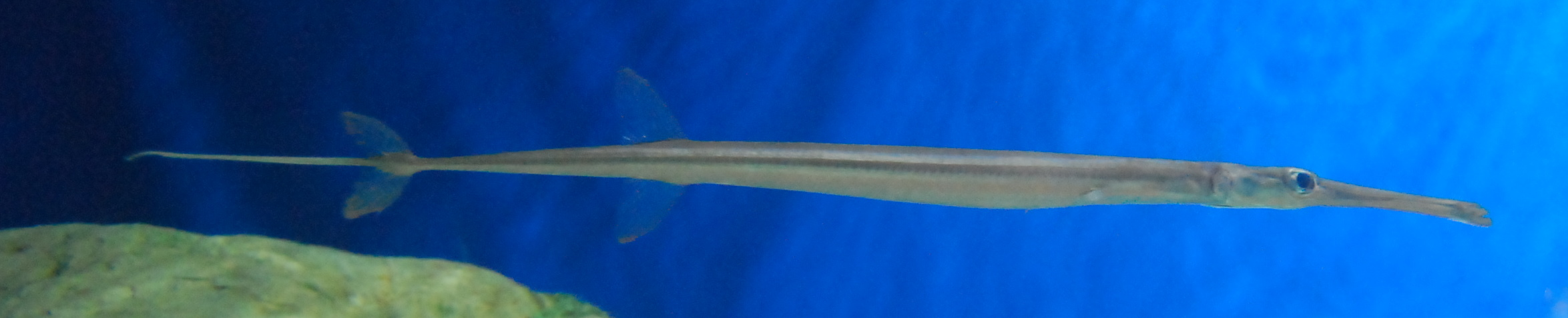
Fistularia commersonii

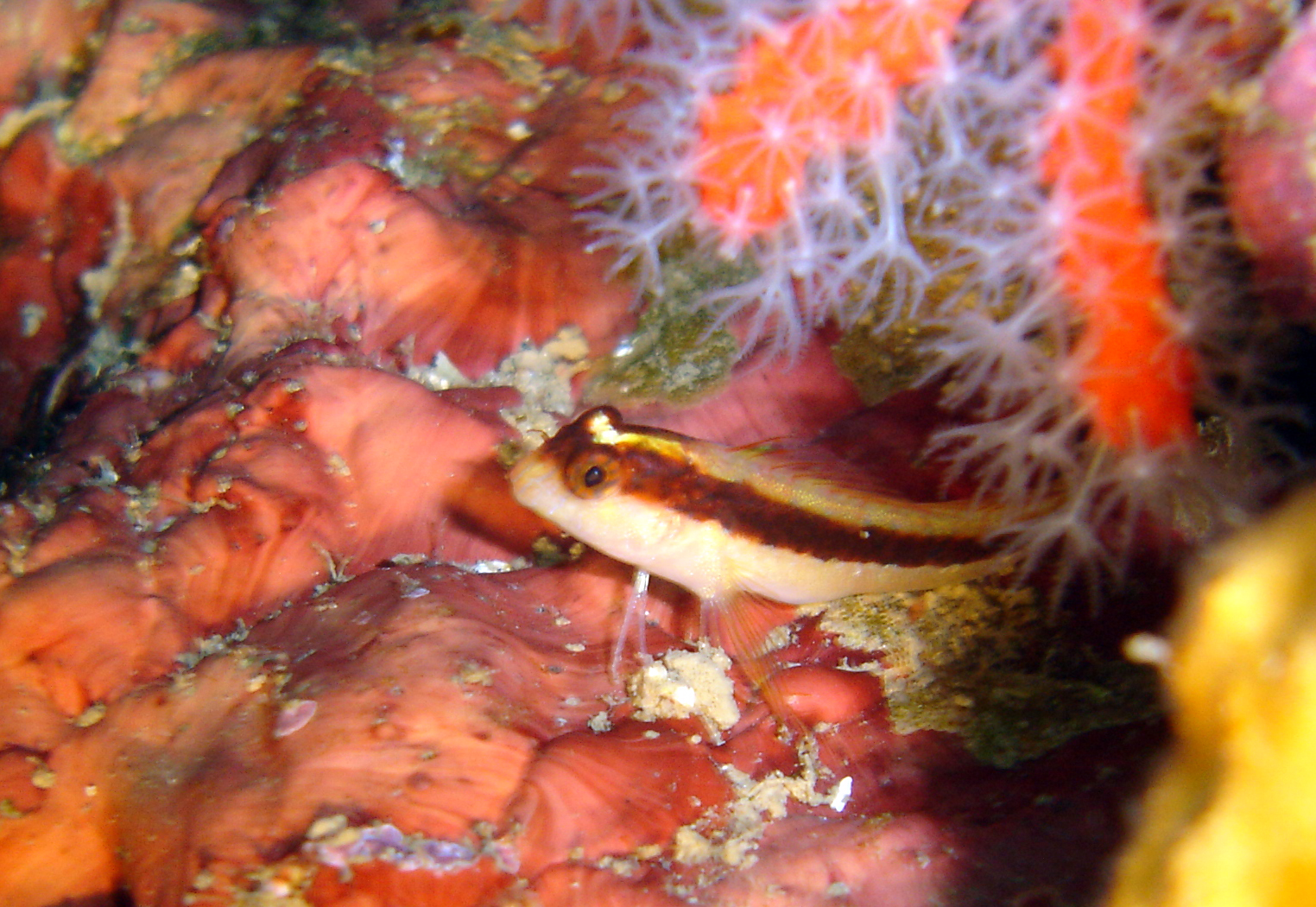
Bavosa de banda negra (Parablennius rouxi)

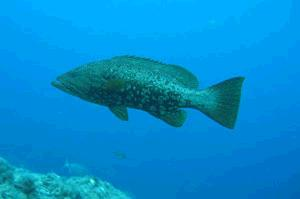
Anfós jueu (Mycteroperca rubra)

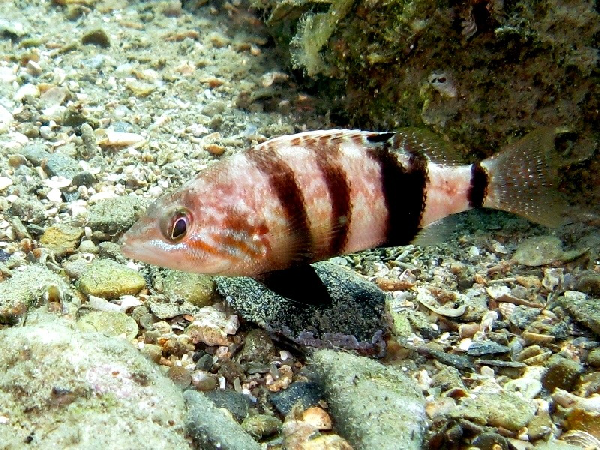
Músic (Serranus hepatus)

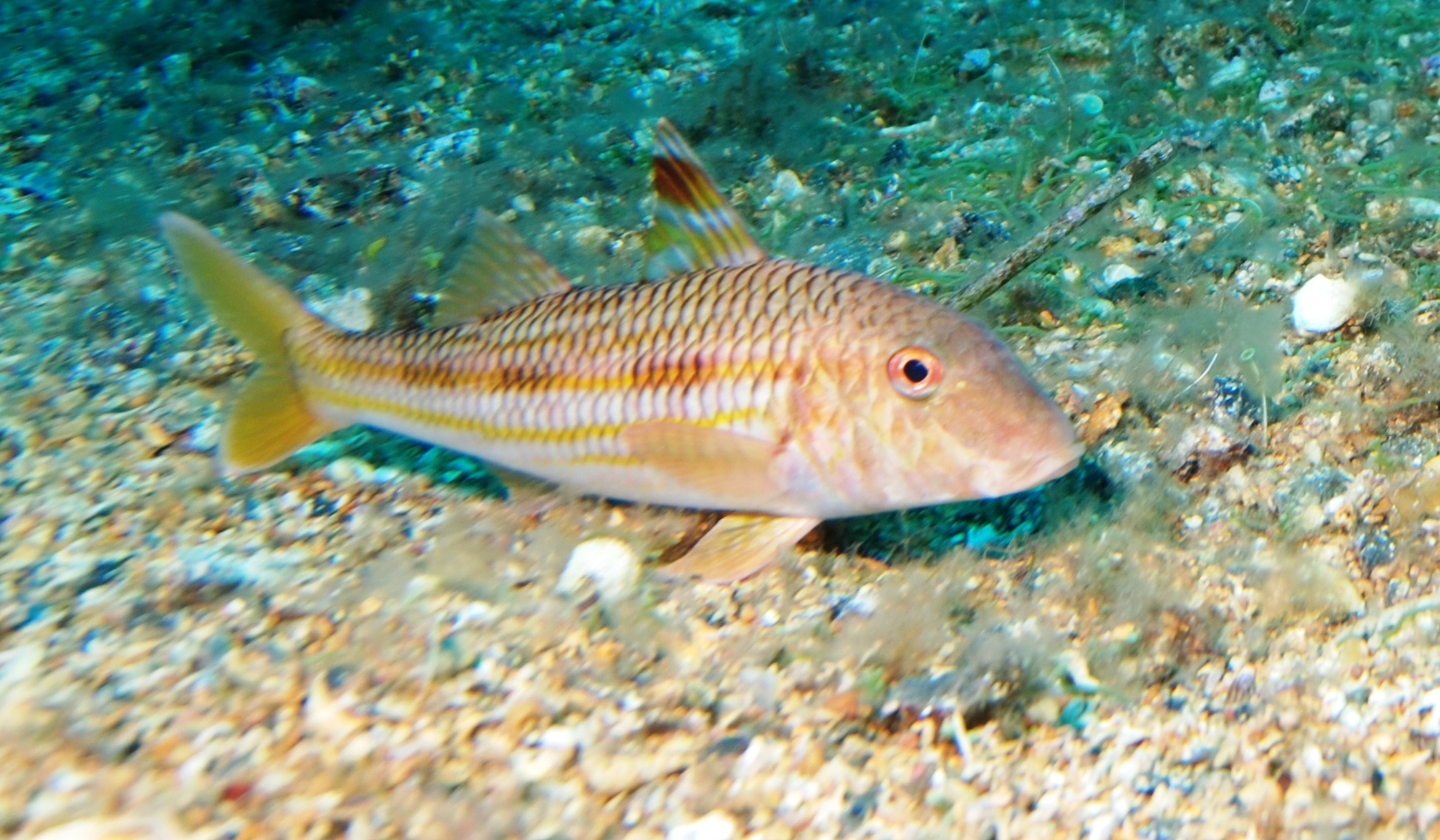
Moll de roca (Mullus surmuletus)

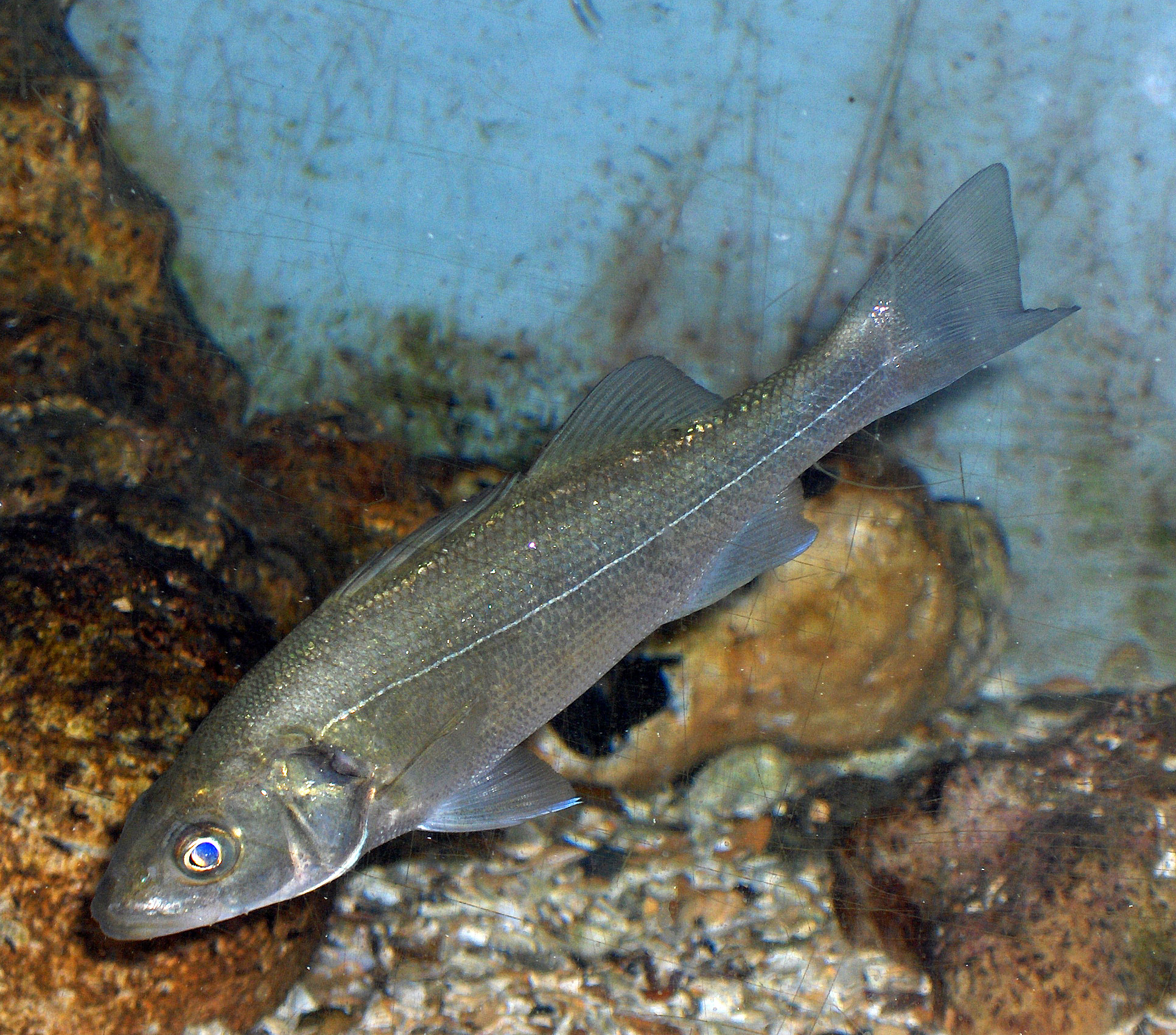
Llobarro (Dicentrarchus labrax)

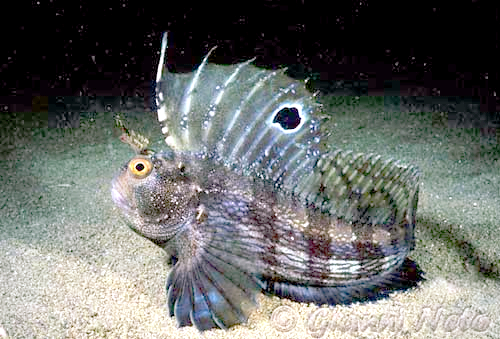
Ase mossegaire (Blennius ocellaris)

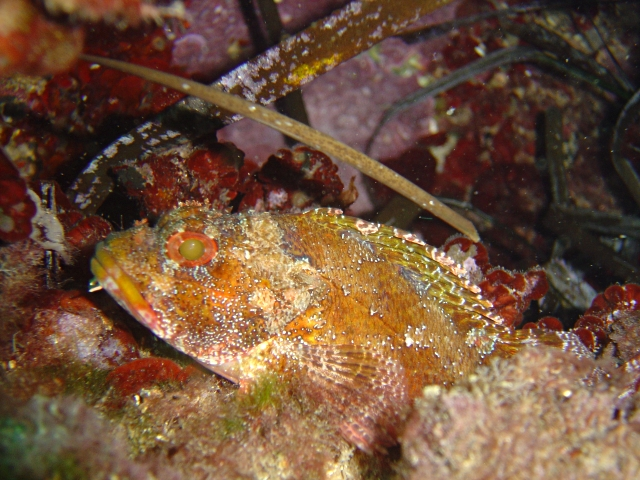
Scorpaena elongata

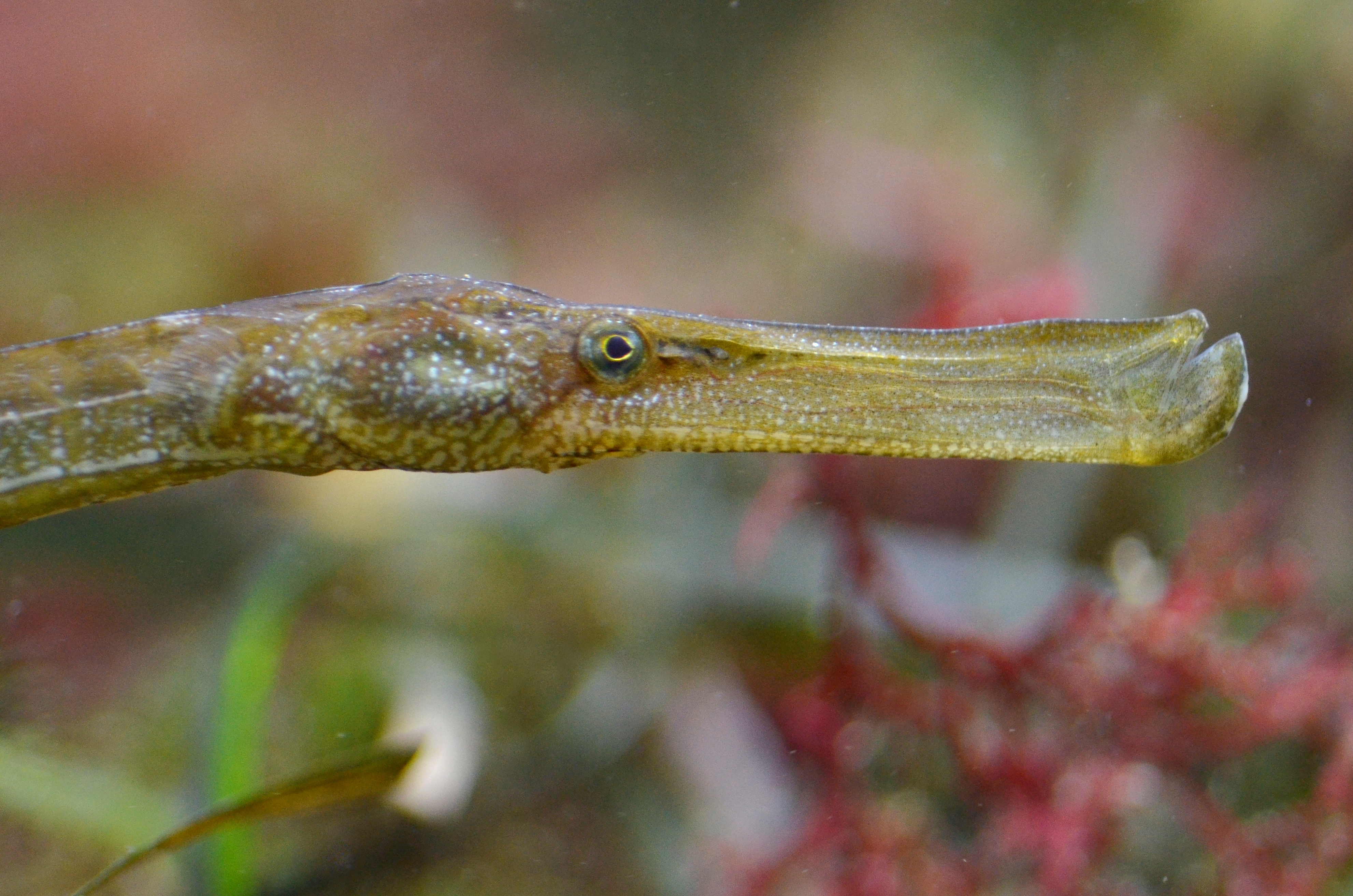
Serpentí (Syngnathus typhle)

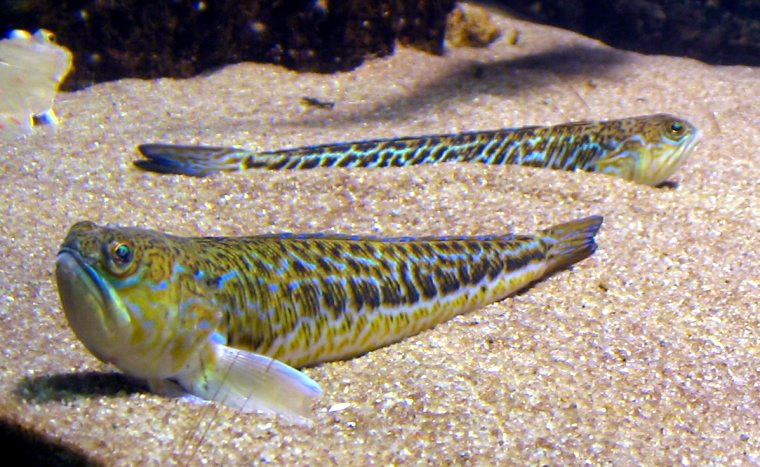
Aranya blanca (Trachinus draco)

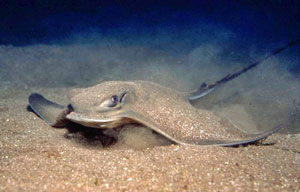
Milana (Myliobatis aquila)

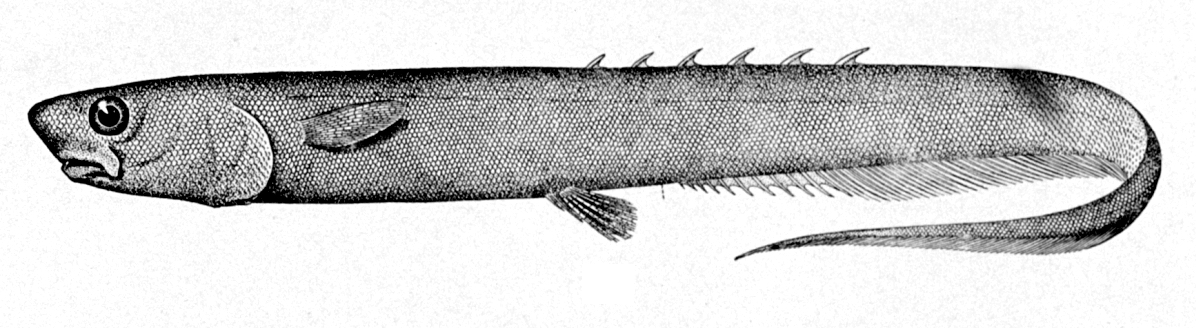
Notacanthus bonaparte (il·lustració del 1896)

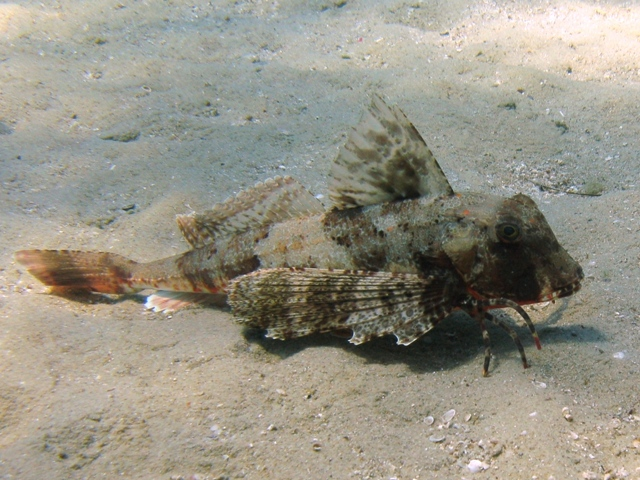
Gallineta (Trigloporus lastoviza)

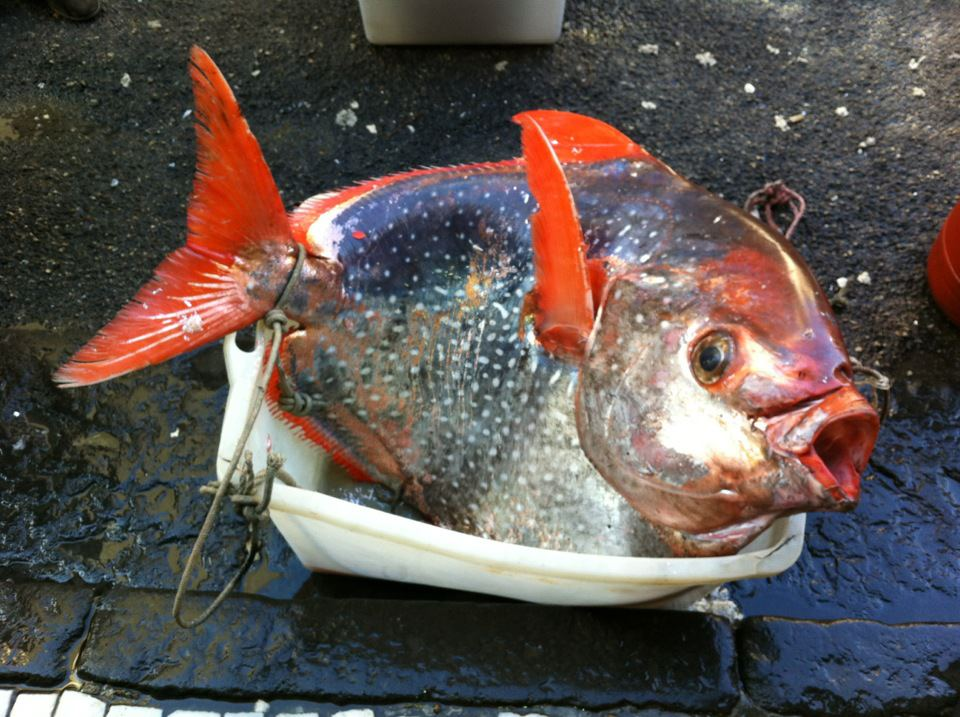
Lampris guttatus

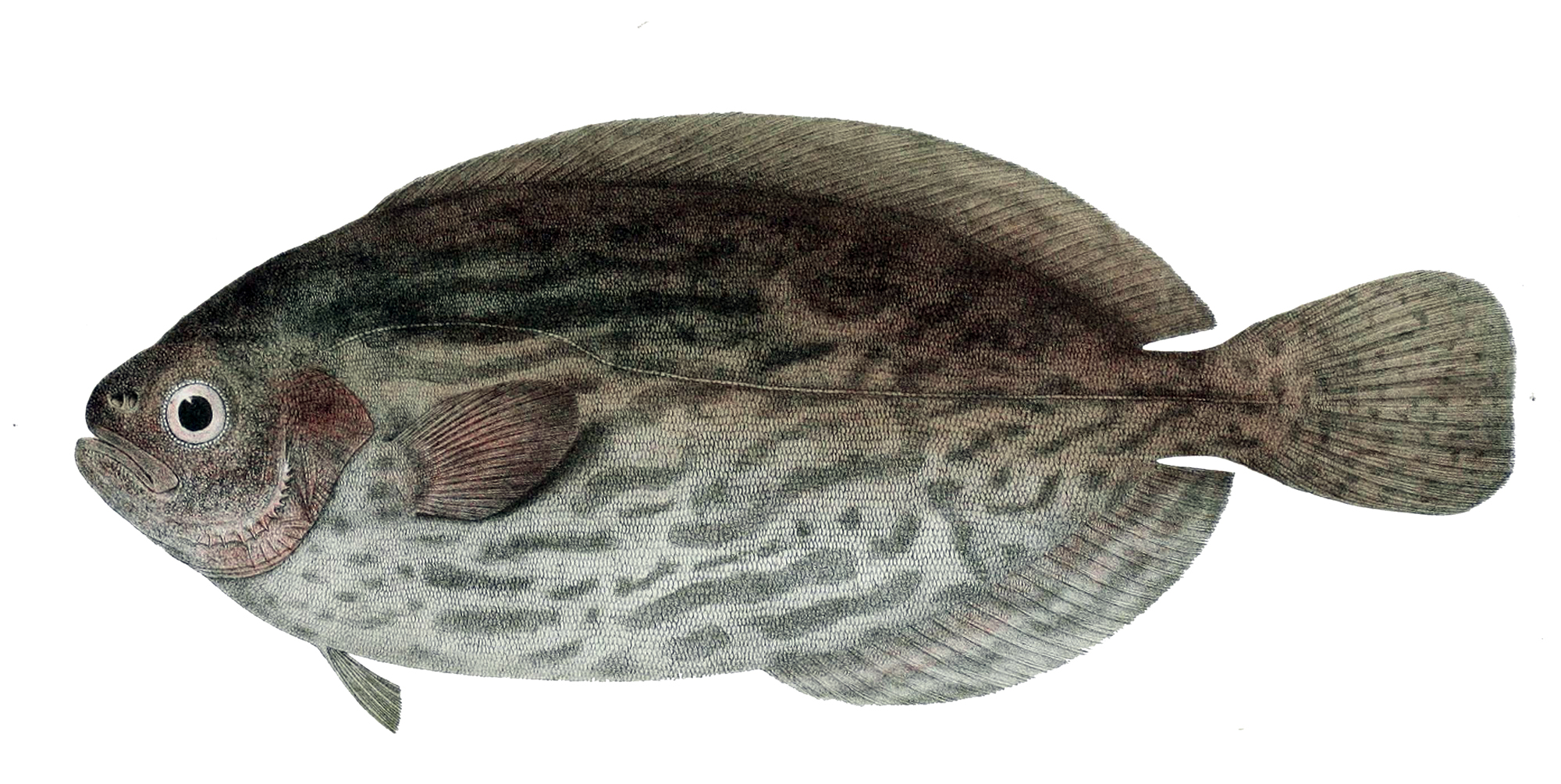
Schedophilus medusophagus (il·lustració del 1885)

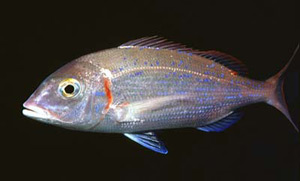
Pagell (Pagellus erythrinus)

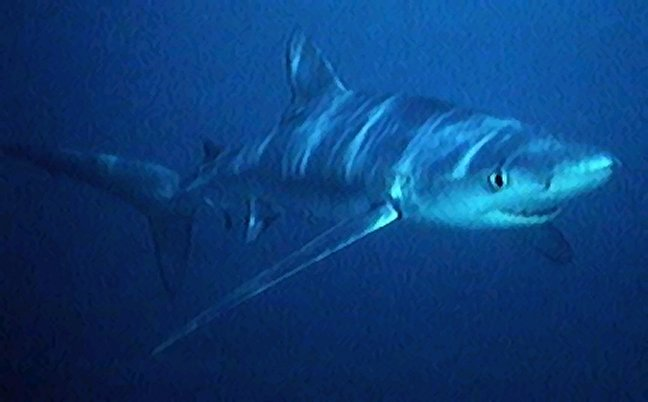
Tintorera (Prionace glauca)

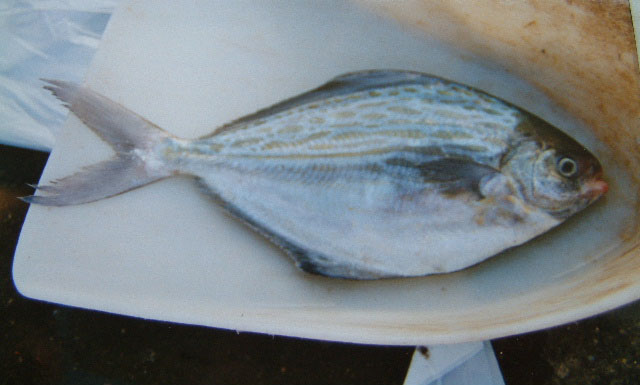
Stromateus fiatola

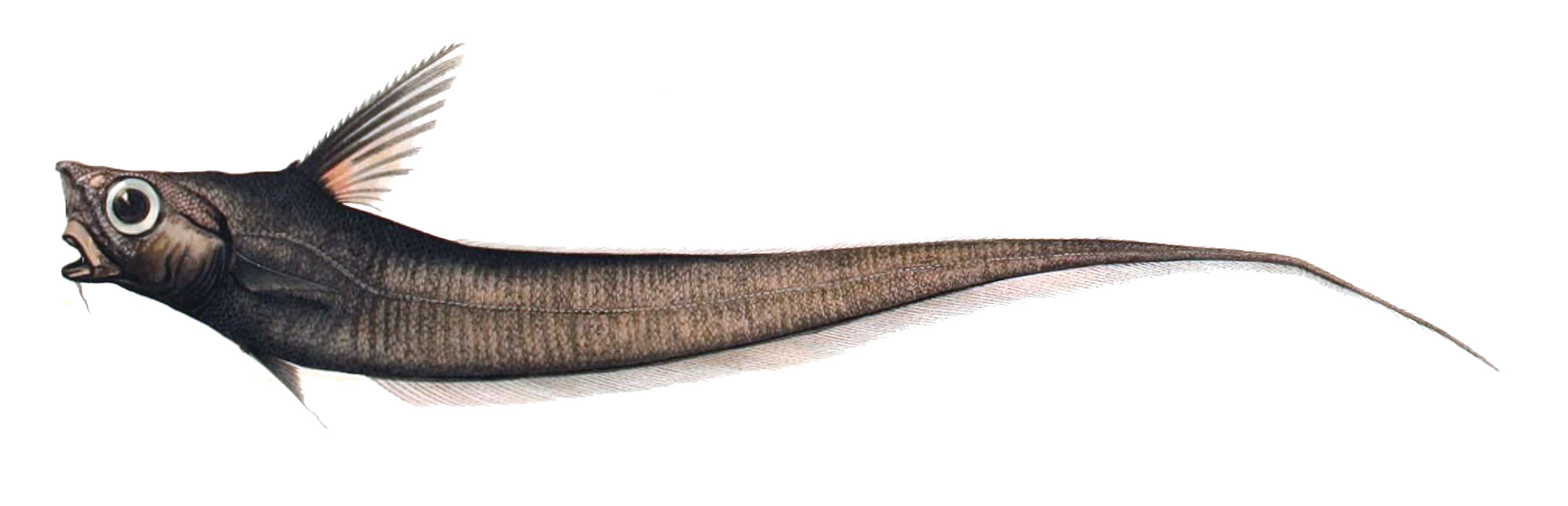
Ratolí italià (Nezumia sclerorhynchus)

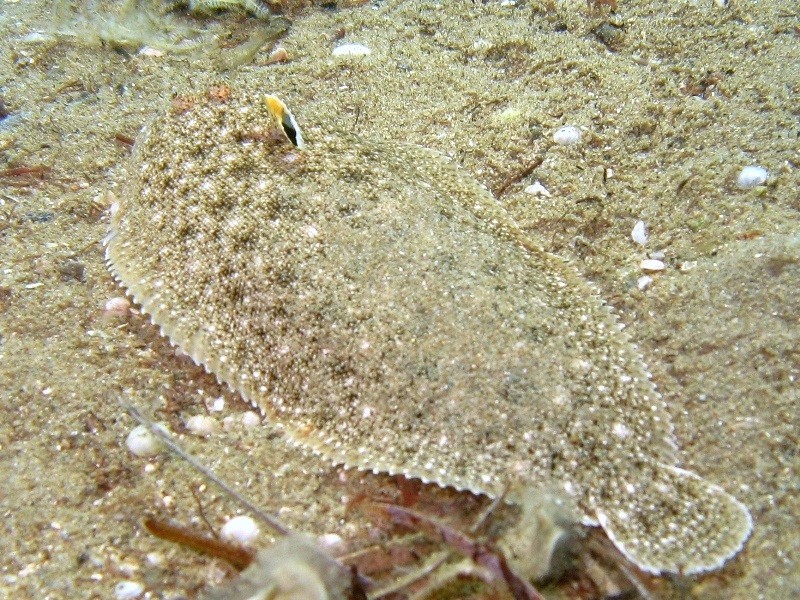
Llenguado nassut (Pegusa lascaris)

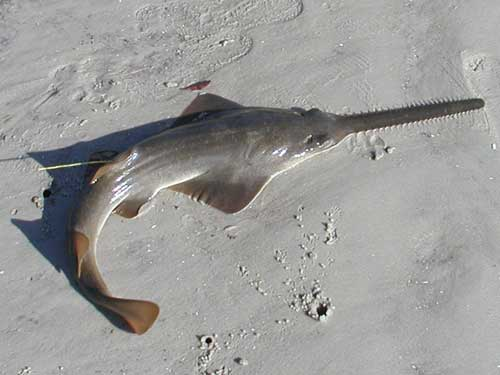
Pristis pectinata

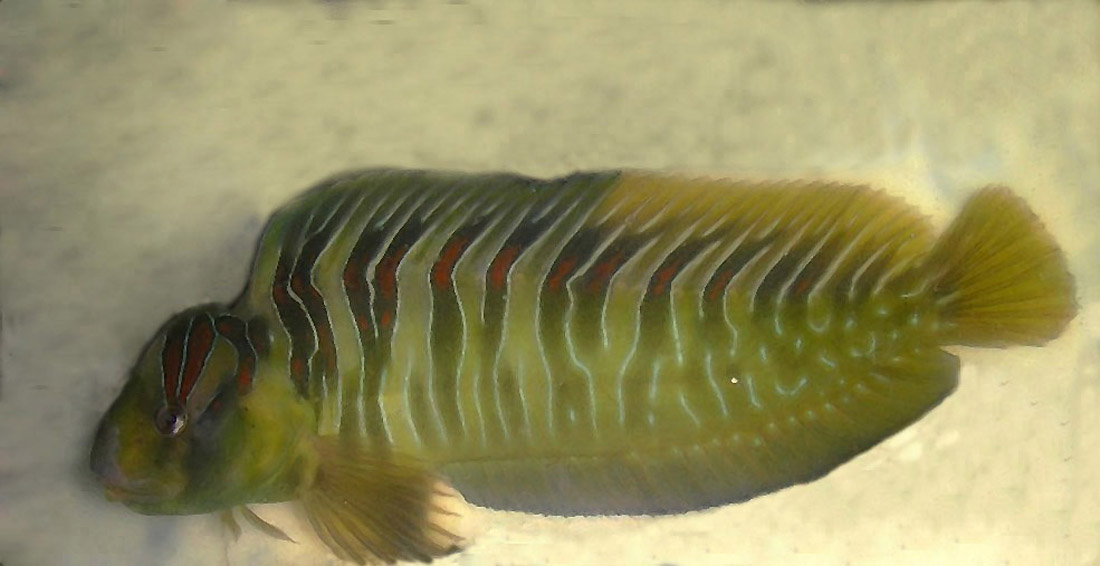
Salaria basilisca

Aquesta llista de peixos de Còrsega inclou 423 espècies de peixos que es poden trobar actualment a l'illa de Còrsega ordenades per l'ordre alfabètic de llur nom científic.

## A
- Acantholabrus palloni
- Acipenser sturio
- Aidablennius sphynx
- Alepocephalus rostratus
- Alopias vulpinus
- Alosa agone
- Alosa alosa
- Alosa fallax
- Amblyraja radiata
- Anguilla anguilla
- Anthias anthias
- Aphanius fasciatus
- Aphia minuta
- Apletodon dentatus
- Apletodon incognitus
- Apogon imberbis
- Apterichtus caecus
- Arctozenus risso
- Argentina sphyraena
- Argyropelecus hemigymnus
- Argyrosomus regius
- Ariosoma balearicum
- Arnoglossus imperialis
- Arnoglossus kessleri
- Arnoglossus laterna
- Arnoglossus rueppelii
- Arnoglossus thori
- Atherina boyeri
- Atherina hepsetus
- Aulopus filamentosus
- Auxis rochei

## B
- Balistes capriscus
- Bathophilus nigerrimus
- Bathypterois dubius
- Bathysolea profundicola
- Belone belone
- Benthocometes robustus
- Benthosema glaciale
- Beryx decadactylus
- Blennius ocellaris
- Boops boops
- Bothus podas
- Brama brama
- Buglossidium luteum

## C
- Callanthias ruber
- Callionymus fasciatus
- Callionymus lyra
- Callionymus maculatus
- Callionymus pusillus
- Callionymus risso
- Campogramma glaycos
- Capros aper
- Carapus acus
- Carcharhinus plumbeus
- Carcharodon carcharias
- Centracanthus cirrus
- Centrolophus niger
- Centrophorus granulosus
- Centrophorus uyato
- Centroscymnus coelolepis
- Cepola macrophthalma
- Ceratoscopelus maderensis
- Cetorhinus maximus
- Chauliodus sloani
- Cheilopogon heterurus
- Chelidonichthys cuculus
- Chelidonichthys lucerna
- Chelidonichthys obscurus
- Chelon labrosus
- Chimaera monstrosa
- Chlopsis bicolor
- Chlorophthalmus agassizi
- Chromis chromis
- Chromogobius quadrivittatus[1]
- Chromogobius zebratus
- Citharus linguatula
- Clinitrachus argentatus
- Coelorinchus caelorhincus
- Coelorinchus occa
- Conger conger
- Corcyrogobius liechtensteini
- Coris julis
- Coryphaena hippurus
- Coryphoblennius galerita
- Crystallogobius linearis
- Ctenolabrus rupestris
- Cubiceps gracilis
- Cyclothone braueri
- Cyclothone pygmaea

## D
- Dactylopterus volitans
- Dalatias licha
- Dalophis imberbis
- Dasyatis centroura
- Dasyatis pastinaca
- Deltentosteus collonianus
- Deltentosteus quadrimaculatus
- Dentex dentex
- Dentex gibbosus
- Diaphus holti
- Diaphus metopoclampus
- Diaphus rafinesquii
- Dicentrarchus labrax
- Dicentrarchus punctatus
- Dicologlossa cuneata
- Didogobius schlieweni
- Didogobius splechtnai
- Diplecogaster bimaculata
- Diplodus annularis
- Diplodus cervinus
- Diplodus puntazzo
- Diplodus sargus
- Diplodus vulgaris
- Dipturus batis
- Dipturus oxyrinchus
- Dysomma brevirostre

## E
- Echelus myrus
- Echeneis naucrates
- Echiichthys vipera
- Echinorhinus brucus
- Echiodon dentatus
- Electrona risso
- Engraulis encrasicolus
- Epigonus constanciae
- Epigonus denticulatus
- Epigonus telescopus
- Epinephelus caninus
- Epinephelus costae
- Epinephelus marginatus
- Eretmophorus kleinenbergi
- Etmopterus spinax
- Euthynnus alletteratus
- Eutrigla gurnardus
- Exocoetus volitans

## F
- Facciolella oxyrhyncha
- Fistularia commersonii

## G
- Gadella maraldi
- Gadiculus argenteus
- Gaidropsarus biscayensis
- Gaidropsarus granti
- Gaidropsarus mediterraneus
- Gaidropsarus vulgaris
- Galeorhinus galeus
- Galeus melastomus
- Gammogobius steinitzi
- Gasterosteus aculeatus
- Glossanodon leioglossus
- Gnathophis mystax
- Gobius ater
- Gobius auratus
- Gobius bucchichi
- Gobius cobitis
- Gobius cruentatus
- Gobius fallax
- Gobius gasteveni
- Gobius geniporus
- Gobius kolombatovici
- Gobius niger
- Gobius paganellus
- Gobius vittatus
- Gobius xanthocephalus
- Gonostoma denudatum
- Gouania willdenowi
- Grammonus ater
- Gymnammodytes cicerelus
- Gymnothorax unicolor
- Gymnura altavela

## H
- Helicolenus dactylopterus
- Heptranchias perlo
- Hexanchus griseus
- Hippocampus guttulatus
- Hippocampus hippocampus
- Hirundichthys rondeletii
- Hoplostethus mediterraneus
- Hygophum benoiti
- Hygophum hygomii
- Hymenocephalus italicus

## I
- Ichthyococcus ovatus
- Isurus oxyrinchus

## K
- Katsuwonus pelamis

## L
- Labrus merula
- Labrus mixtus
- Labrus viridis
- Lamna nasus
- Lampanyctus crocodilus
- Lampanyctus pusillus
- Lampris guttatus
- Lappanella fasciata
- Lepadogaster candolii
- Lepadogaster lepadogaster
- Lepidion lepidion
- Lepidopus caudatus
- Lepidorhombus boscii
- Lepidorhombus whiffiagonis
- Lepidotrigla cavillone
- Lepidotrigla dieuzeidei
- Lestidiops sphyrenoides
- Lesueurigobius friesii
- Lesueurigobius suerii
- Leucoraja circularis
- Leucoraja fullonica
- Leucoraja naevus
- Lichia amia
- Lipophrys trigloides
- Lithognathus mormyrus
- Liza aurata
- Liza ramada
- Liza saliens
- Lobianchia dofleini
- Lobianchia gemellarii
- Lophius budegassa
- Lophius piscatorius
- Luvarus imperialis

## M
- Macroramphosus scolopax
- Maurolicus muelleri
- Merlangius merlangus
- Merluccius merluccius
- Microchirus ocellatus
- Microchirus variegatus
- Microlipophrys canevae
- Microlipophrys dalmatinus
- Microlipophrys nigriceps
- Micromesistius poutassou
- Microstoma microstoma
- Millerigobius macrocephalus
- Mobula mobular
- Mola mola
- Molva dypterygia
- Molva molva
- Monochirus hispidus
- Mora moro
- Mugil cephalus
- Mullus barbatus barbatus
- Mullus surmuletus
- Muraena helena
- Mustelus asterias
- Mustelus mustelus
- Mustelus punctulatus
- Mycteroperca rubra
- Myctophum punctatum
- Myliobatis aquila

## N
- Nansenia oblita
- Naucrates ductor
- Nemichthys scolopaceus
- Nerophis maculatus
- Nerophis ophidion
- Nettastoma melanurum
- Nezumia sclerorhynchus
- Notacanthus bonaparte
- Notoscopelus bolini
- Notoscopelus elongatus

## O
- Oblada melanura
- Odondebuenia balearica
- Oedalechilus labeo
- Oncorhynchus mykiss
- Opeatogenys gracilis
- Ophichthus rufus
- Ophidion barbatum
- Ophidion rochei
- Ophisurus serpens
- Oxynotus centrina

## P
- Pagellus acarne
- Pagellus bogaraveo
- Pagellus erythrinus
- Pagrus pagrus
- Parablennius gattorugine
- Parablennius incognitus
- Parablennius pilicornis
- Parablennius rouxi
- Parablennius sanguinolentus
- Parablennius tentacularis
- Parablennius zvonimiri
- Paralepis coregonoides
- Parophidion vassali
- Pegusa impar
- Pegusa lascaris
- Peristedion cataphractum
- Petromyzon marinus
- Phycis blennoides
- Phycis phycis
- Physiculus dalwigki
- Platichthys flesus
- Pleuronectes platessa
- Polyacanthonotus rissoanus
- Polyprion americanus
- Pomatomus saltatrix
- Pomatoschistus bathi
- Pomatoschistus knerii
- Pomatoschistus marmoratus
- Pomatoschistus microps
- Pomatoschistus minutus
- Pomatoschistus quagga
- Prionace glauca
- Pristis pectinata
- Pseudaphya ferreri
- Pteromylaeus bovinus
- Pteroplatytrygon violacea

## R
- Raja asterias
- Raja brachyura
- Raja clavata
- Raja miraletus
- Raja montagui
- Raja polystigma
- Raja radula
- Raja undulata
- Regalecus glesne
- Remora remora
- Rhinobatos cemiculus
- Rhinobatos rhinobatos
- Rhinoptera marginata
- Rostroraja alba
- Ruvettus pretiosus

## S
- Salaria basilisca
- Salaria fluviatilis
- Salaria pavo
- Sarda sarda
- Sardina pilchardus
- Sardinella aurita
- Sarpa salpa
- Schedophilus medusophagus
- Schedophilus ovalis
- Sciaena umbra
- Scomber colias
- Scomber scombrus
- Scomberesox saurus
- Scomberomorus tritor
- Scophthalmus maximus
- Scophthalmus rhombus
- Scorpaena elongata
- Scorpaena loppei
- Scorpaena maderensis
- Scorpaena notata
- Scorpaena porcus
- Scorpaena scrofa
- Scyliorhinus canicula
- Scyliorhinus stellaris
- Seriola dumerili
- Serranus cabrilla
- Serranus hepatus
- Serranus scriba
- Siganus luridus
- Solea solea
- Somniosus rostratus
- Sparisoma cretense
- Sparus aurata
- Sphyraena sphyraena
- Sphyraena viridensis
- Sphyrna lewini
- Sphyrna tudes
- Sphyrna zygaena
- Spicara maena
- Spicara smaris
- Spondyliosoma cantharus
- Sprattus sprattus
- Squalus acanthias
- Squalus blainville
- Squatina aculeata
- Squatina oculata
- Squatina squatina
- Stomias boa boa
- Stromateus fiatola
- Sudis hyalina
- Symbolophorus veranyi
- Symphodus cinereus
- Symphodus doderleini
- Symphodus mediterraneus
- Symphodus melanocercus
- Symphodus melops
- Symphodus ocellatus
- Symphodus roissali
- Symphodus rostratus
- Symphodus tinca
- Symphurus ligulatus
- Symphurus nigrescens
- Synapturichthys kleinii
- Synchiropus phaeton
- Syngnathus abaster
- Syngnathus acus
- Syngnathus phlegon
- Syngnathus tenuirostris
- Syngnathus typhle
- Synodus saurus

## T
- Tetragonurus cuvieri
- Tetrapturus belone
- Thalassoma pavo
- Thorogobius ephippiatus
- Thorogobius macrolepis
- Thunnus alalunga
- Thunnus albacares
- Thunnus thynnus
- Torpedo marmorata
- Torpedo nobiliana
- Torpedo torpedo
- Trachinotus ovatus
- Trachinus araneus
- Trachinus draco
- Trachinus radiatus
- Trachipterus trachypterus
- Trachurus mediterraneus
- Trachurus picturatus
- Trachurus trachurus
- Trachyrincus scabrus
- Trichiurus lepturus
- Trigla lyra
- Trigloporus lastoviza
- Tripterygion delaisi
- Tripterygion melanurum
- Tripterygion tripteronotum
- Trisopterus capelanus
- Trisopterus luscus
- Trisopterus minutus
- Tylosurus acus acus

## U
- Umbrina canariensis
- Umbrina cirrosa
- Uranoscopus scaber

## V
- Vinciguerria attenuata
- Vinciguerria poweriae

## X
- Xiphias gladius
- Xyrichtys novacula

## Z
- Zebrus zebrus
- Zeugopterus regius
- Zeus faber
- Zosterisessor ophiocephalus
- Zu cristatus[2][3][4][5][6][7][8]